# Trädgårdsstäder i Stockholm

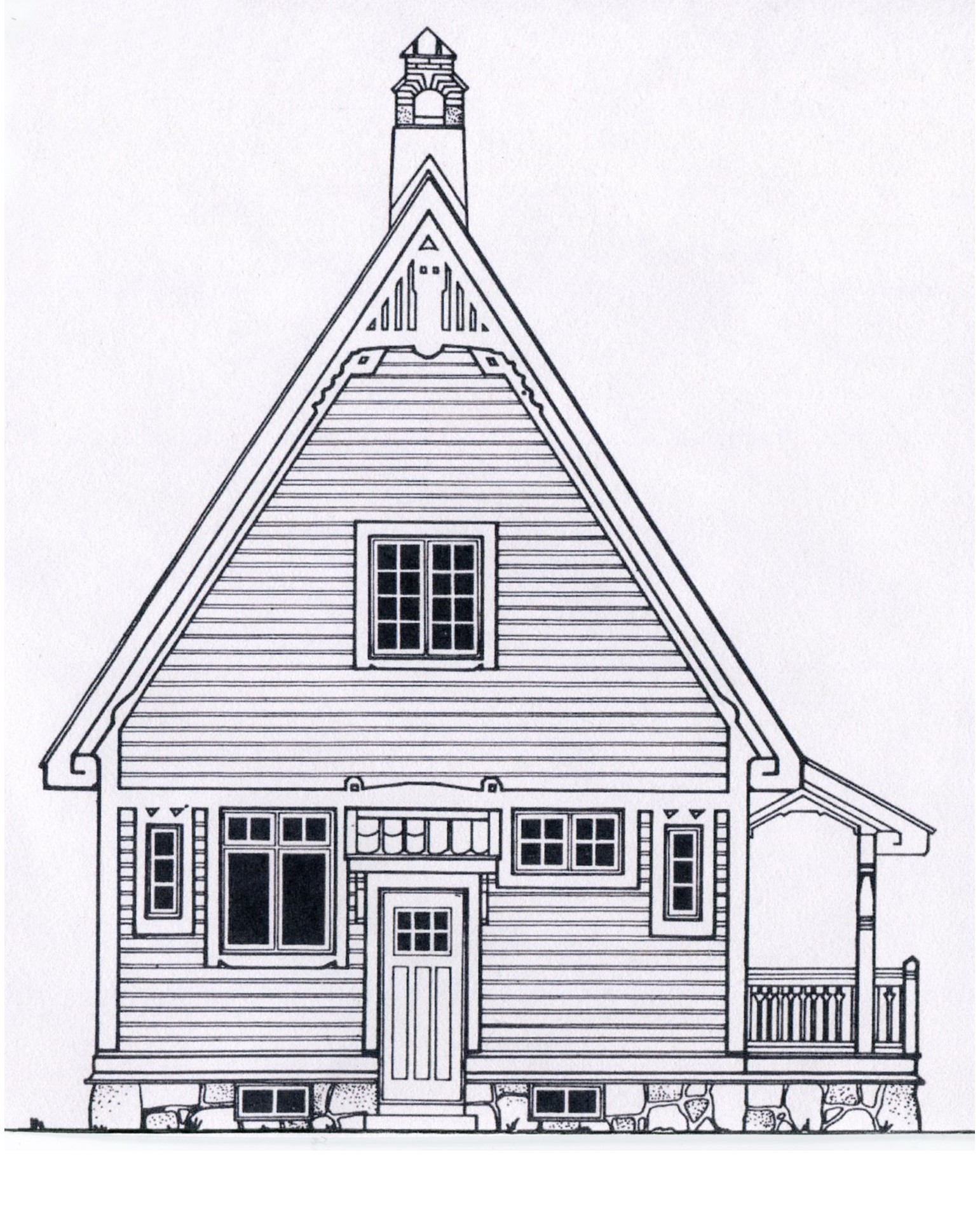
Enskedestugan från 1909 i Enskede trädgårdsstad, Stockholms och Sveriges första trädgårdsstad. Byggnaden var ett mönsterhus och visades på Konstindustriutställningen 1909.

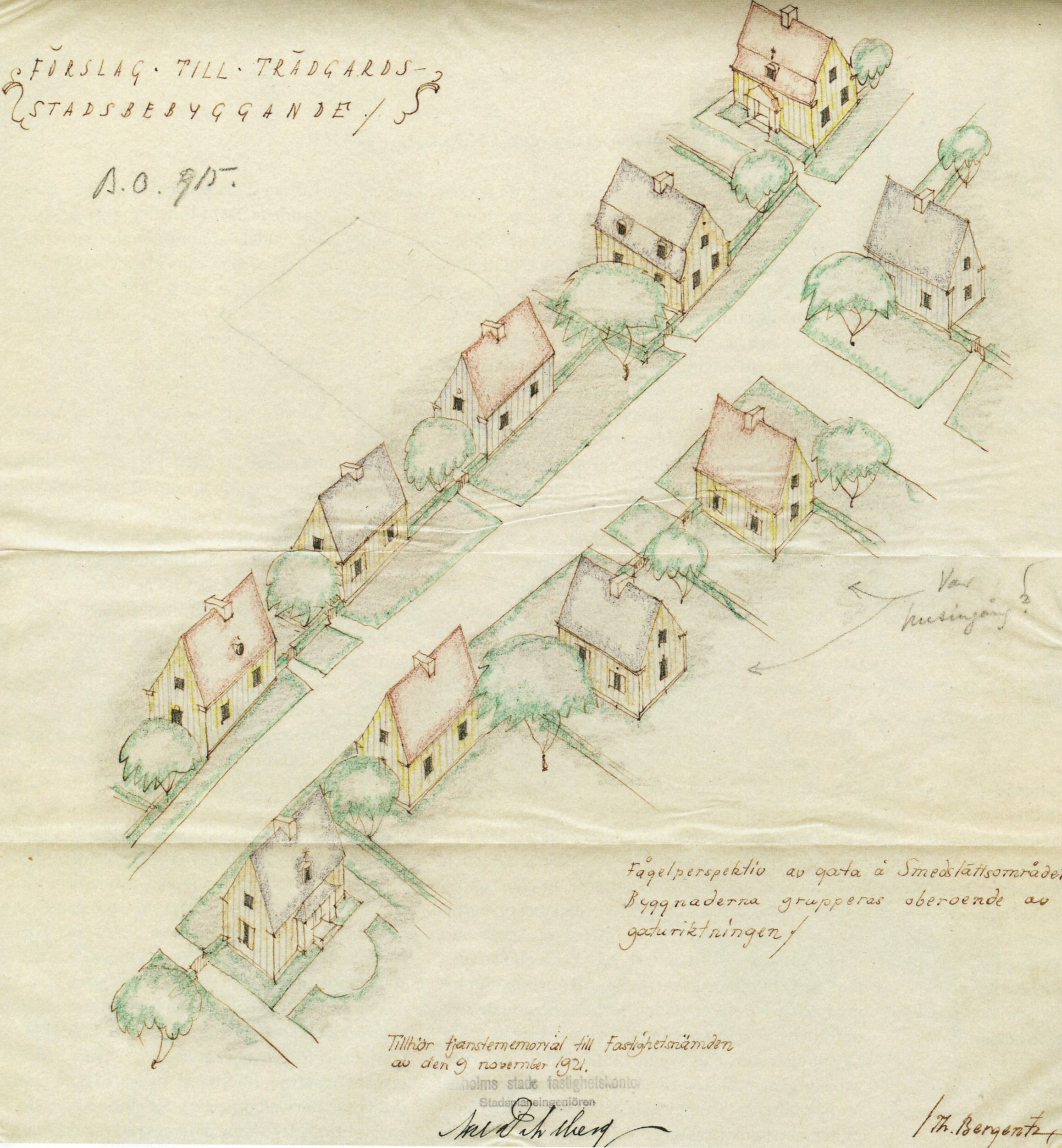
Förslag till trädgårdsstadsbyggande i Smedslätten, undertecknat av Axel Dahlberg och Thure Bergentz 1921.

Stockholms trädgårdsstäders historia började den 30 mars 1904 när stadsfullmäktige beslöt att förvärva Enskede godsets egendom i Brännkyrka socken omfattande 606 hektar land. Här skulle Enskede trädgårdsstad, Stockholms och Sveriges första trädgårdsstad, anläggas. Drivande krafter bakom projektet var politikern och borgmästaren Carl Lindhagen, stadsingenjören Herman Ygberg och planarkitekten Per Olof Hallman. Bakgrunden var den låga bostadsstandarden för arbetarfamiljer och den rådande bostadsbristen vid 1800-talets slut, som trots omfattande byggproduktion av hyreshus i innerstaden inte kunde bemästras. 
Att anlägga trädgårdsstäder i Stockholms ytterområden var ett socialt program som skulle skapa billiga och sunda bostäder för arbetarklassen och "mindre bemedlade" utan att blanda in privata vinstintressen. Tomterna uppläts med tomträtt och kreditgivning sköttes av Stockholms tomträttskassa medan Stockholms stads lantegendomsnämnd administrerade och förvaltade områdena.
Stadens trädgårdsstäder hade sin blomstringstid på 1920- och 1930-talen, där stora delar av Stockholms ytterområden bebyggdes med småhus ofta uppförda "med egna händer" genom självbyggeri. Så småningom höjde staden husstandarden vilket självbyggarna inte klarade av. Kring 1930-talets mitt byggdes allt större och dyrare villor på spekulation av enskilda byggmästare, som sedan såldes nyckelfärdiga till en välbärgad medelklass; därmed var den bostadssociala ursprungsidén borta. Södra Ängby betraktas som Stockholms sista av fastighetskontoret planlagda trädgårdsstad.
Trädgårdsstadens idé om småskaligt boende inom ett begränsat utrymme med byggnader i varierande storlek och ett visst utbud av service levde vidare i grannskapsidén som förverkligades efter andra världskriget i bland annat Årsta med Årsta centrum.
Idag är många trädgårdsstäder som uppfördes i Stockholm mellan 1906 och 1940 klassade av Stadsmuseet i Stockholm som  byggnadsminnen i Kulturmiljölagen eller skyddade av Riksantikvarieämbetet som riksintresse för kulturmiljövård.

## Bakgrund

### Engelska Garden City

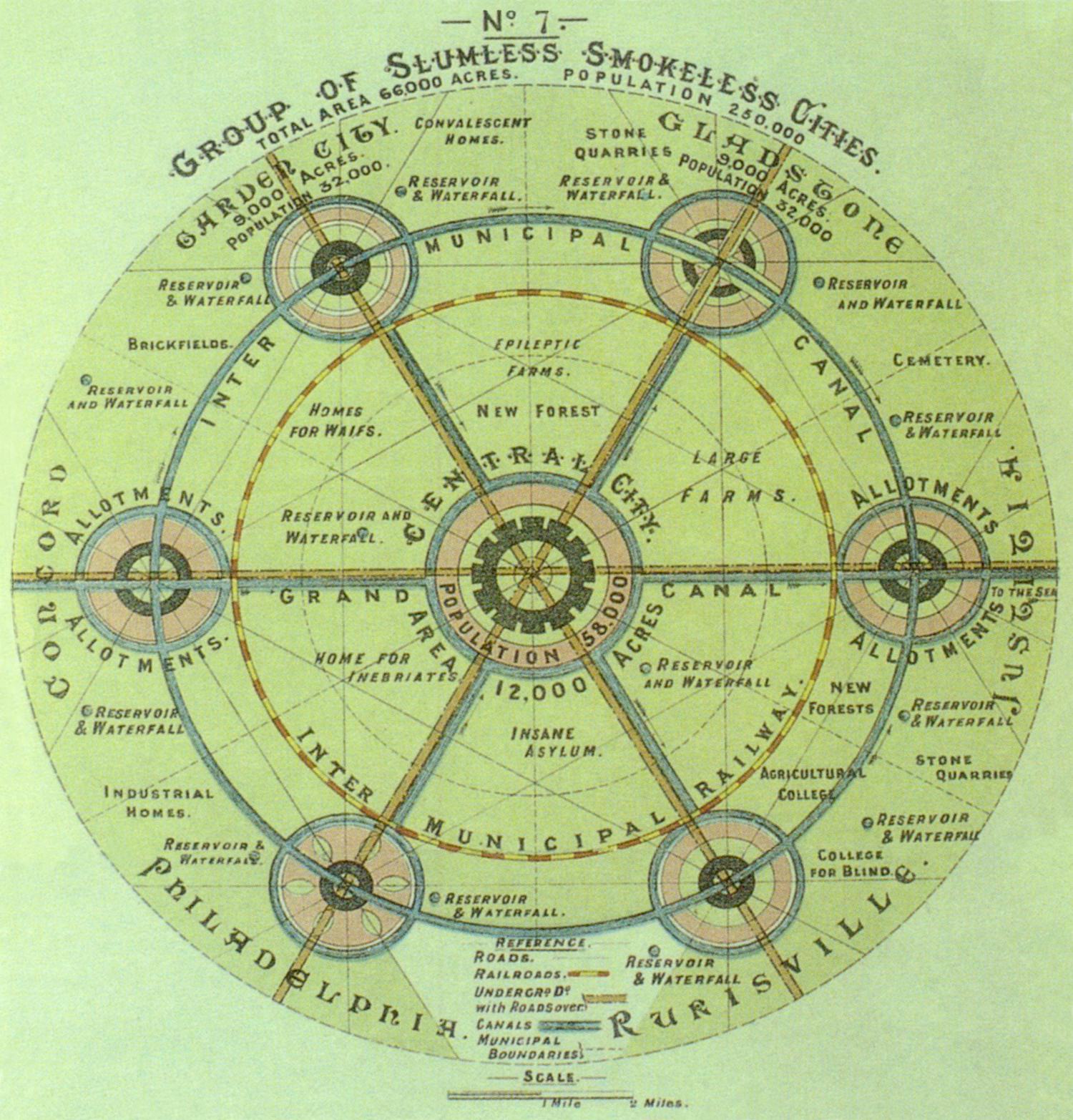
Howards Gardencity-diagram från 1902.

Idéerna om trädgårdsstäderna föddes i England på 1890-talet och spreds sedan över Europa. Ett koncept till trädgårdsstaden utformades 1898 av den brittiske amatöruppfinnaren Ebenezer Howard. Han ville skapa en ring av självförsörjande, mindre städer som skulle vara oberoende av storstaden i centrum.
Flera diagram för Howards teorier visar bostadsområden (Garden City) som ligger ringformade kring centralorten (Central City) och sammanlänkas med denna samt med varandra via vägar och järnvägar. Hans teorier resulterade i världens första Garden City: Letchworth,  som planerades av Raymond Unwin och uppfördes 1903 cirka 60 kilometer norr om London.
Trädgårdsstäder anlades inte bara i Europa utan även i USA, Australien och Japan. Den engelska termen Garden City översattes till olika språk, exempelvis Gartenstadt (på tyska), Cité-Jardin (på franska) och Have-by (på danska).

### Den svenska trädgårdsstaden
Trädgårdsstäderna utvecklades olika i olika länder och anpassades till lokala traditioner. De svenska trädgårdsstäderna blev inga självständiga samhällen som sina engelska eller tyska förebilder. Inspirationskällan för den svenska trädgårdsstaden var äldre bruksorter och småhusstäder som exempelvis Trosa, Gränna eller Mariefred.
De svenska trädgårdsstäderna var villa- och småhusområden med måttlig täthet och med inslag av offentliga byggnader, små torg med butiker samt en skola och eventuellt en kyrka. Till varje bostad skulle det finnas en trädgård, helst med nyttoväxter, och de mest kuperade områdena lämnades obebyggda som park- och naturmark. Det förekom även radhus och flerbostadshus. Dessa samhällen låg i regel långt utanför storstaden. Därför blev en trafikanknytning med exempelvis spårväg (för Stockholms del) nödvändigt eftersom man förutsatte att arbetsplatsen fortfarande låg i staden. Själva stadsplaneringen präglades av anpassning till terrängen med mjukt utformade gatusträckningar.
Definitionsgränsen mellan en trädgårdsstad och ett vanligt småstuge- eller villaområde kan ibland vara något diffus. Ordet trädgårdsstad har en positiv klang, som lockar till marknadsföring av begreppet, men ett villaområde med lite buskar och grönt runtomkring utgör definitivt ingen trädgårdsstad.

### 1870-talets bostadsbrist och markspekulation i Stockholm

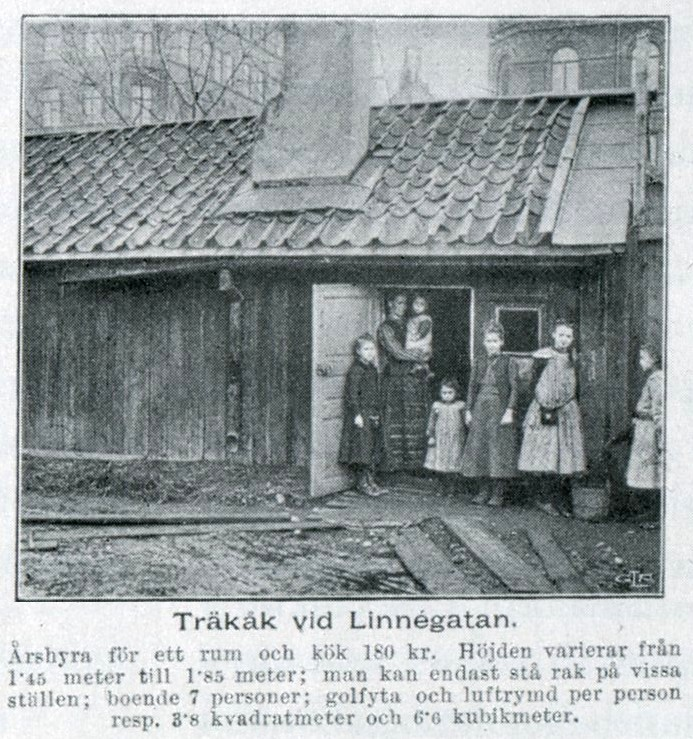

Det finns flera anledningar till uppkomsten av trädgårdsstäder som anlades på kommunalt initiativ i Stockholm. En av dem var den rådande bostadsbristen vid 1800-talets slut. Anledningen var indirekt den industriella revolutionen som lockade hundratusentals människor till Stockholm. Mellan 1860 och 1900 ökade folkmängden i Stockholm från drygt 110 000 till drygt 300 000 personer (se Befolkningsutveckling i Stockholm). Trots intensivt bostadsbyggande av stora hyreshus saknades många bostäder för arbetarklassen och "mindre bemedlade", och de som hade en lägenhet bodde mycket trångt. 
I sin redogörelse Bostadsförhållanden i Stockholm 1903 visade statistikern Josef Guinchard ett försättsblad med titeln "Några Stockholmsbostäder". Där finns bland annat ett foto av en träkåk vid Linnégatan med den sakliga bildunderskriften: "Årshyra för ett rum och kök 180 kr. Höjden varierar från 1,45 meter till 1,85 meter; man kan endast stå rak på vissa ställen; boende 7 personer; golvyta och luftrymd per person resp. 3,8 kvadratmeter och 6,6 kubikmeter." På samma försättssida finns ännu värre exempel som ett öppet skjul vid Luntmakargatan för två personer (bebodd även vintertid) eller en tegelkoja vid Rålambshovsparken "uppförd af de tre boende själfva".
I Stockholm fanns cirka 40 boende i ett hus, i nordtyska städer låg en jämförbar siffra avsevärt lägre, likaså i England, London hade exempelvis 7,9 boende per hus. Stockholms stad hade än så länge varit ointresserad av att ingripa aktivt i bostadspolitiken och att en stor del av befolkningen blev utan bostäder betraktades som en ren fattigvårdsangelägenhet.
En annan anledning till stadens slutliga ingripande i bostadspolitiken var en omfattande markspekulation kring sekelskiftet 1900, där spekulanter köpte upp stora markområden och tjänade grova pengar på privat exploatering.

## Historik

### Pionjärerna
| Herman Ygberg och Carl Lindhagen |  | Herman Ygberg och Carl Lindhagen |
| Herman Ygberg och Carl Lindhagen |  |                                  |

Drivande krafter i ifrågan om Stockholms första trädgårdsstäder var politikern Carl Lindhagen (borgmästare i Stockholm 1903–1930), stadsingenjören Herman Ygberg och planarkitekten Per Olof Hallman. Herman Ygberg tog initiativet till Stockholms bostadspolitik kring sekelskiftet 1900. Sina idéer hämtade han under ett studiebesök i samband med en stadsbyggnadsutställning i Dresden 1903. Utställningen gick bland annat ut på att en expanderande storstad borde äga betydande markområden i sin direkta omgivning.
Omedelbart efter hemkomsten till Stockholm utarbetade Ygberg ett förslag, vars huvudsakliga motiv var att staden saknade mark för egnahemsanläggningar. Vidare menade han att staden kunde producera egnahemslägenheter till samma pris som bostäder i innerstadens hyreskaserner men med betydligt högre livskvalitet för de boende. År 1914 visade staden i en reklambroschyr för sina egnahemsbostäder i Enskede att två rum och kök i innerstaden och två rum och kök i småstugan kostade lika mycket, nämligen 525 kronor om året, men i småstugan ingick även källare och en trädgårdstomt.

### Stockholms första trädgårdsstad
I februari 1904 föreslog drätselnämnden att Stockholm skulle förvärva storgodset Enskede gårds vidsträckta egendomar i Brännkyrka socken omfattande 606 hektar land för ett pris av två miljoner kronor, en betydande summa för staden. Säljare var dåvarande ägaren av Enskede gård, politikern Theodor Odelberg. Förslaget betecknades av kritikerna som “dåraktigt”, men Ygbergs tjänsteställning, omsorgsfulla förberedelse och personliga inflytande ledde till att hans och nämndens förslag antogs av stadsfullmäktige den 30 mars 1904. Axel Dahlberg (fastighetsdirektör i Stockholm under åren 1933 till 1945) betecknar den dagen som födelsedatum för Stockholms stads trädgårdsstäder.

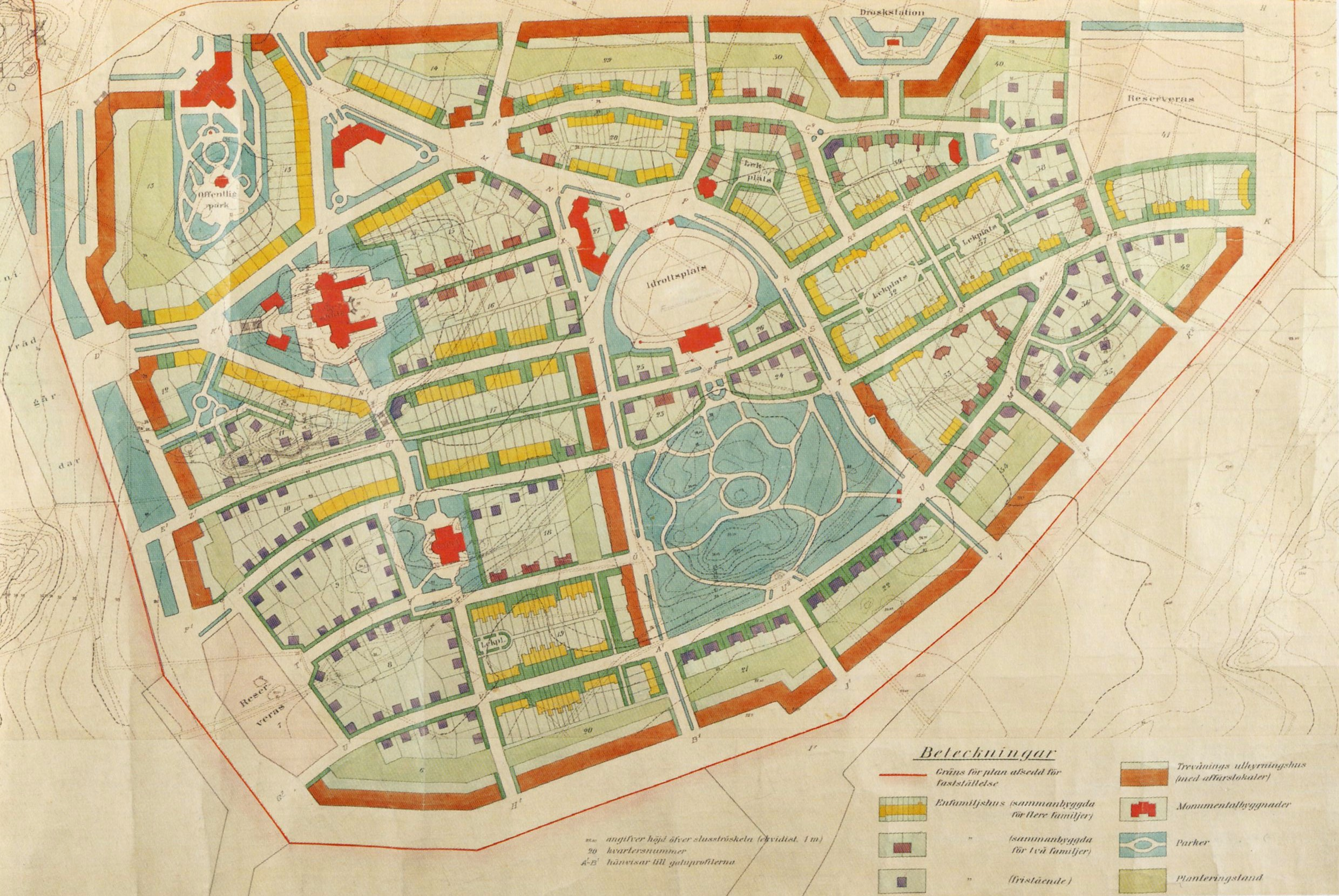
Enskede trädgårdsstad, P.O. Hallmans stadsplan från 1907.

I juni 1906 såldes de första 29 egnahemstomterna i Enskede trädgårdsstad (numera en del av Gamla Enskede) som hade stadsplanerats av Per Olof Hallman med inspiration av den österrikiske stadsplaneraren Camillo Sitte. Den hjärtformade planen omfattade en yta av cirka 60 hektar och var beräknad att med föreslagen bebyggelse kunna rymma bostäder för omkring 7 000 personer.
Hallmans huvudgrepp bestod i en sammanhängande ”ringmur” av hyreshus i tre våningar som omslöt en lägre bebyggelse bestående av huvudsakligen radhus, dubbelhus och fristående stugor. Många radhus byttes senare ut mot friliggande hus, vilket förvanskade Hallmans ursprungliga plan.
Samhället började anläggas den 26 juli 1908; då påbörjades ett hus för två familjer vid Kyrkogårdsvägen. Redan 1914 fanns 3 867 invånare och nära 500 hus i Enskede. I många fall (174) var det enskilda personer som uppfört husen. Men det blev ändå en någorlunda enhetlig bebyggelse, eftersom man använde lantegendomsnämndens standardritningar.
Gamla Enskede blev den första trädgårdsstaden i Stockholm och Sverige där man prövade denna nya stadsbyggnadsidé. Enskede var även den första stadsdelen i Stockholm som byggdes utan privata vinstintressen. Stadsplanen för Gamla Enskede uppmärksammades utomlands och publicerades bland annat i tyska facktidskriften Der Städtebau. Enligt Elisabet Stavenow-Hidemark, docent i konstvetenskap, var det den intressantaste stadsplan som överhuvudtaget gjordes för något villaområde i Sverige under det tidiga 1900-talet.
Det bör noteras att nästan samtidigt med Enskede trädgårdsstad kom rörelsen för Stockholms koloniträdgårdar igång, när Söderbrunns koloniområde på Norra Djurgården invigdes 1906. Det var ett liknande bostadssocialt projekt som trädgårdsstadens idé, initierat av Carl Lindhagens syster Anna Lindhagen. Koloniträdgårdsrörelsen visade även att det fanns ett stort intresse hos de boende i stenstaden för det egna hemmet med trädgårdstäppan. Vid slutet av 1910-talet hade ett femtiotal koloniföreningar tillkommit med cirka 35 000 människor som hade en fast bostad i sin kolonistuga. Denna "primitiva" boendeform gillades inte av kommunen men den var samtidigt en väckarklocka för Stockholms politiker att något måste göras.

### Fortsatta markförvärv före och efter första världskriget

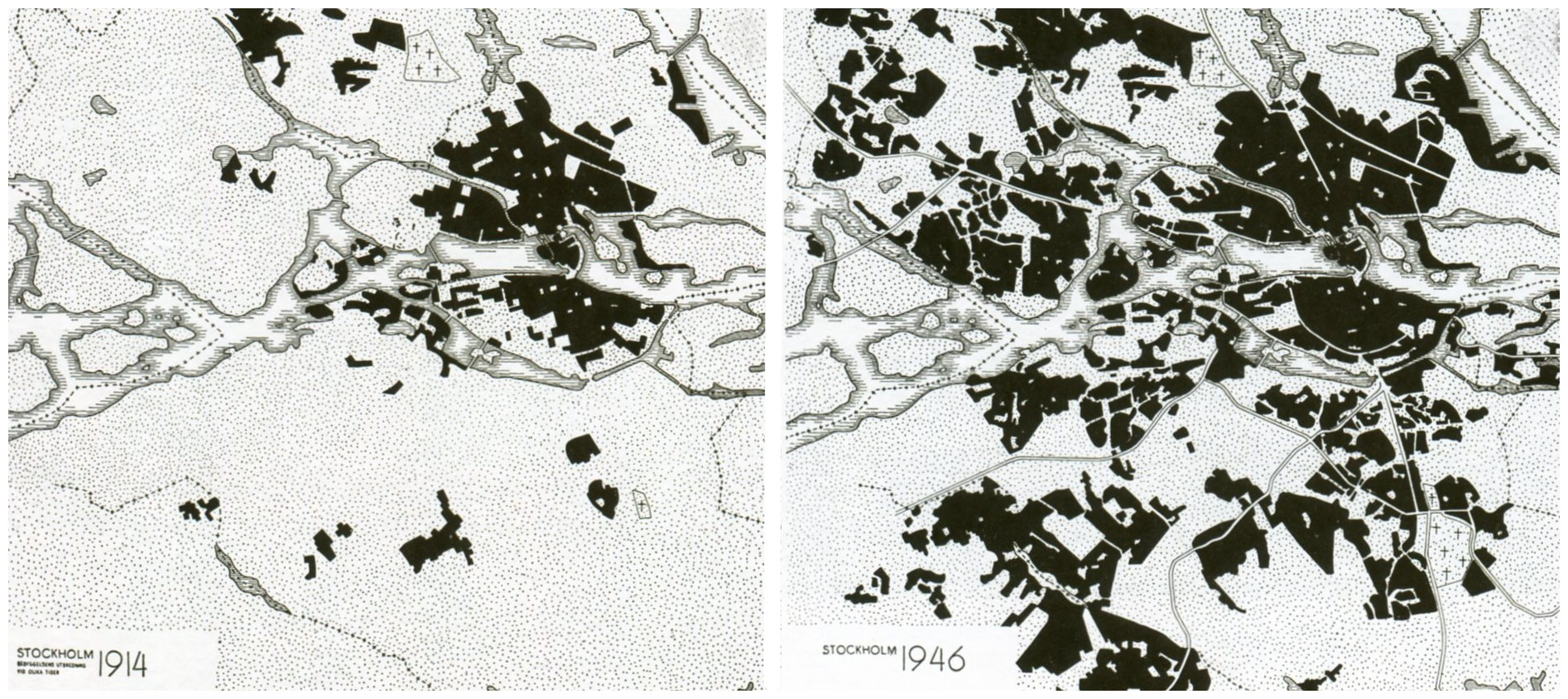
Stockholms stads utvidgning mot syd och väst mellan 1914 och 1946.

Efter köpet av första den lantegendomen i södra Stockholm följde snart ytterligare markförvärv i västra Stockholm. I september 1904 framlade drätselnämnden ett förslag till köp av egendomarna Ulvsunda, Traneberg och Åkeshovs slott och i oktober samma år även Stora Ängby, som senare delades upp på Norra Ängby och Södra Ängby. Samtliga egendomar låg i Bromma socken och omfattade 1 355 hektar land till ett pris av 1,6 miljoner kronor. Trots protester biföll stadsfullmäktige köpet med 82 röster för och 12 emot. Därmed ägde Stockholms stad nu 1 961 hektar land utanför staden, medan hela stadens planlagda område innehöll endast 1 688 hektar.
Lantegendomsköpen och inkorporeringen fortsatte i raskt takt; 1905 förvärvades Årsta och Svedmyra i södra Stockholm samt Ålsten i Bromma och 1908 införlivades Alvik och Äppelviken. Ygberg skötte själva markinköpen och enligt Axel Dahlberg torde hans personliga inflytande varit särskild betydande vid genomförandet av de första stora lantegendomsköpen.
Södertörns villastad (numera Farsta strand) förvärvades 1912 och Örby villastad inkorporerades från Brännkyrka socken 1913. År 1922 köptes egendomen Skarpnäck (med minsta möjliga majoritet) och 1927 Beckomberga och Råcksta. År 1931 tillkom Hässelby i Bromma och Vårby i Huddinge.  Inte alla områden var avsedda för bebyggelse med småstugor, som exempelvis Årsta, Farsta strand, Beckomberga, Vällingby och Vårby, men de blev viktiga för en planerad utbyggnad av Stockholms ytterstad efter andra världskriget (se Stadsplanering i Stockholm).
År 1945 var staden ägare av cirka 11 960 hektar mark, huvudsakligen för bostadsbebyggelse, men även för fritidsändamål och rekreation. De större markköpen diskuterades livligt i pressen med rubriker som ”Dyrbara storhetsdrömmar”, ”Slöseri med markköp” och ”Ett enda kaos”.

## Kommunikationer

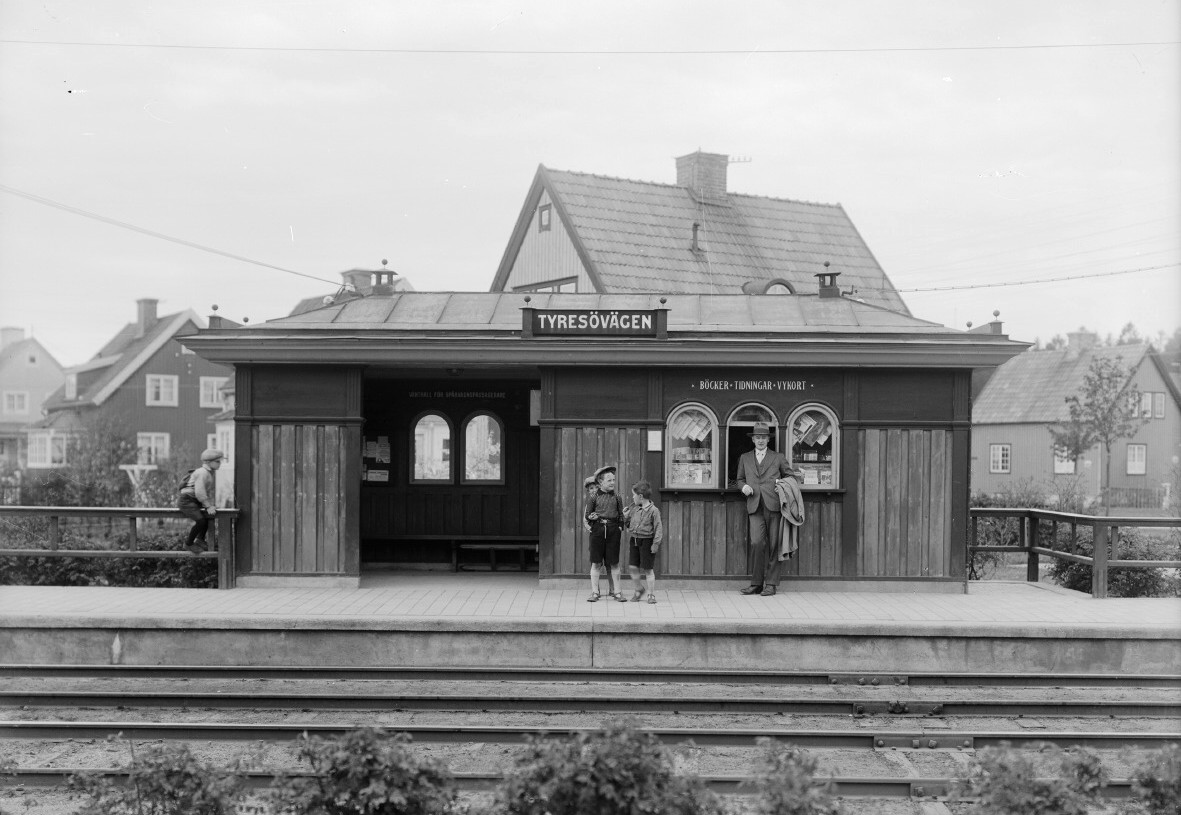
Enskedebanans hållplats "Tyresövägen"

En förutsättning för framtida bebyggelse på Stockholms lantegendomar var att förse områdena med goda kommunikationer genom spårvägar (se Spårvagnstrafik i Stockholm). Den första spårvägslinjen som tillkom på grund av bostadsexploatering utanför tätt bebyggda områden blev Enskedebanan som togs i trafik den 1 april 1909. Banan, som till viss del hade gemensam sträckning med den senare tillkomna Örbybanan, gick inledningsmässigt mellan Slussen och Enskede och från 1926 till hållplatsen Skarpnäck (vid dagens Talmansgränd) och Skarpnäcks trädgårdsstad. Linjen trafikerades mellan 1909 och 1950.
Även västerut ordnades spårbundna kommunikationer på stadens initiativ. Lantegendomsnämnden presenterade i mars 1909 ett förslag till spårförbindelse mellan Sankt Eriksgatan och Alvik. Genom byggandet av en pontonbro över Tranebergssundet 1914 kunde spårvagnslinje nummer 12 och 13, den så kallade Brommabanan, dras ut till Bromma respektive Ulvsunda och göra dessa områdena mera attraktiva för framtida exploatering. Banan byggdes ut senare och existerar fortfarande under namnet Nockebybanan. Pontonbron ersattes 1934 av en högbro: Tranebergsbron. Antal resenärer per vardag var år 2009 drygt 9 000 personer.

## Stadens organisation och projektens finansiering
Att administrera Enskede trädgårdsstad och framtida projekt var drätselnämnden inte skickad för och i maj 1907 grundades därför Lantegendomskommittén (från 1908 Stockholms stads lantegendomsnämnd) med Carl Lindhagen som första ordförande. Kommitténs uppgift var att förvalta och bebygga de lantegendomar som Stockholms stad förvärvade utanför tullarna sedan 1904. För att undvika markspekulation uppläts marken med tomträtt och ”mindre bemedlade” kunde låna 80 procent av byggkostnaderna ur den 1908 bildade Stockholms tomträttskassan. Upplåtelsetiden sattes på 60 år och i kontraktet var reglerat hur avlösningen skulle ske vid upplåtelsetidens slut.

## Stockholms trädgårdsstäders blomstringstid och slut

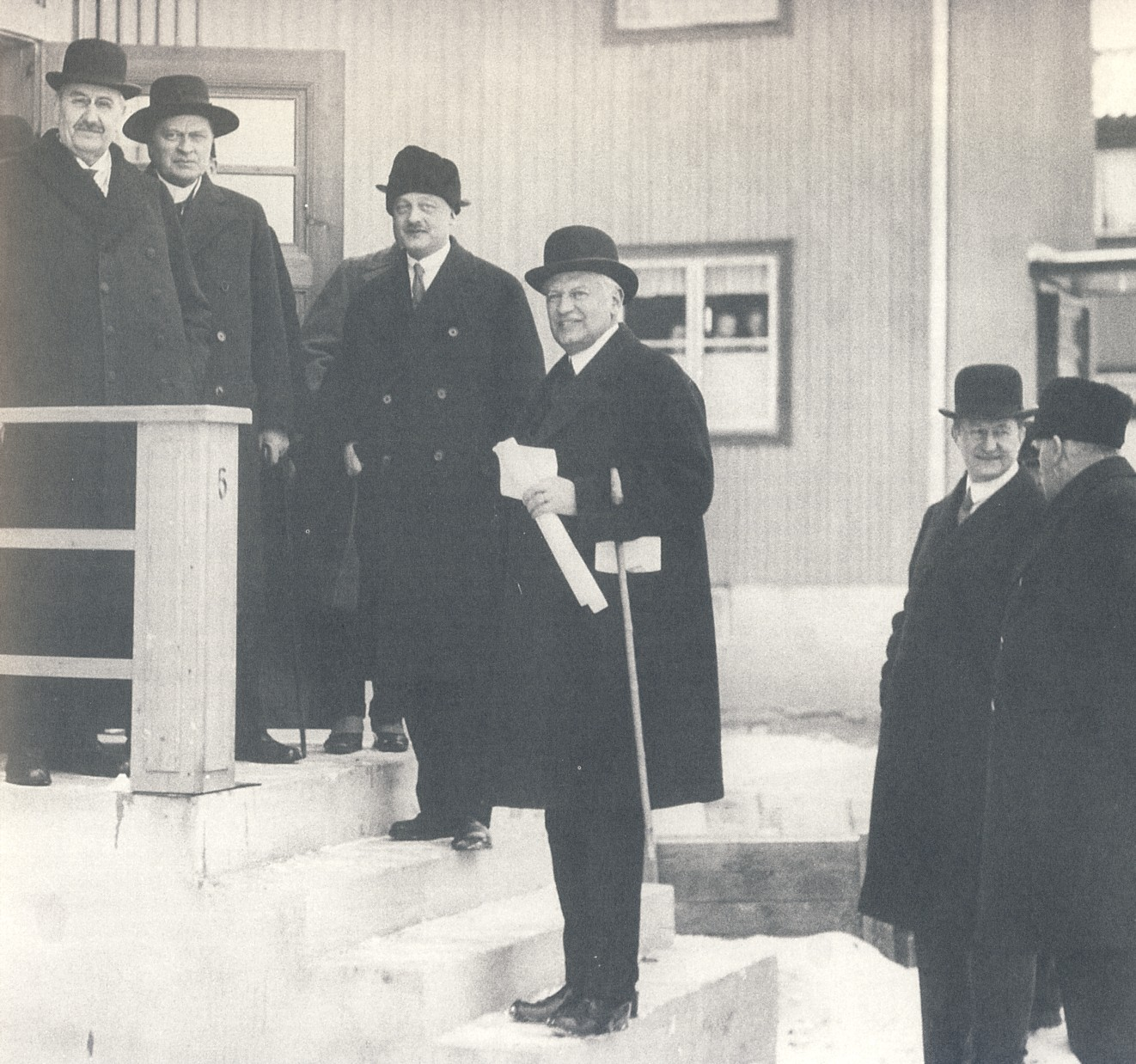
Axel Dahlberg (med ritningsrulle) visar Norra Ängby för statsministern C. G. Ekman, 1932.

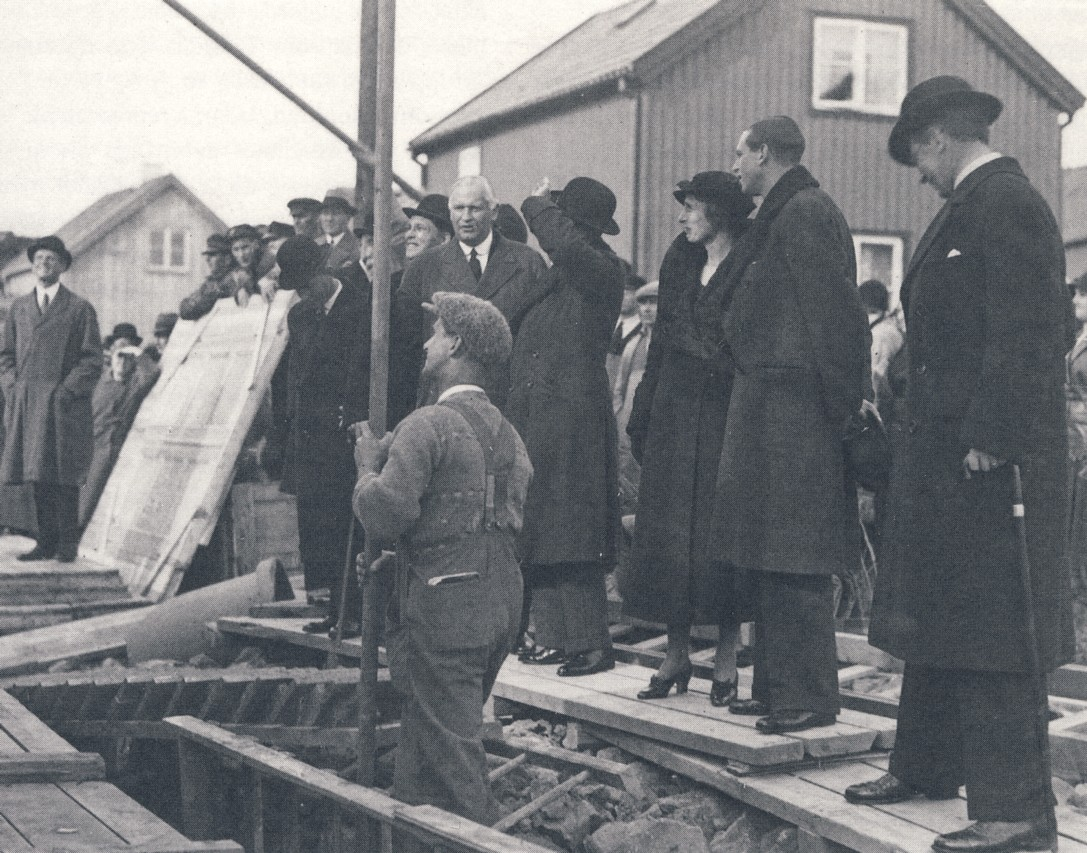
Axel Dahlberg (barhuvad i mitten) visar självbyggeri i Norra Ängby för prinsen av Wales, dennes bror prins George och arvprins Gustaf Adolf (längst till höger i bild), 1932.

Efter Enskede villastad var Äppelviken den första trädgårdsstaden som byggdes på stadens mark västerut och blev en av trädgårdsstäderna i det som allmänt kallas Gamla Bromma trädgårdsstad (här ingår utöver Äppelviken bland annat Stora Mossen, Smedslätten, Ålsten, Höglandet, Nockeby samt Norra och Södra Ängby). 
Tomterna i Äppelviken varierade i storlek men marken hade varit dyr för staden att köpa in, varför marknadsföringen främst riktades till medelklassen. Den första stadsplanen fastställdes 1910; bakom den stod bland annat civilingenjör Nils Gellerstedt och arkitekt Per Olof Hallman. Planen kännetecknades av ett terränganpassat vägnät och framhävandet av utsiktspunkter och natursköna partier. De centrala delarna gavs karaktär av stadsdelscentrum med butiker i bottenvåningarna i låga hyreshus.
På platsen för "Kungsholms villastad" mellan Lillsjönäsvägen och Ulvsundavägen planerades 1912 "Ulvsunda trädgårdsstad", ansvarig för planen var stadsingenjören August Emanuel Påhlman. Stadsplanen fastställdes 1914 och staden började avstycka småhustomter med tomträtt. Idag gällande stadsplan upprättades av Per Olof Hallman och fastställdes i december 1922. Enligt planbestämmelserna fick öppen eller kopplad bebyggelse (till exempel parhus) i högst två våningar utföras och utseendet samt avstånden till grannen och till gatan var reglerat. Bland annat hette det att “…kopplade byggnader skola givas enhetligt utseende”. För att göra den nya trädgårdsstaden mera attraktiv påbörjade staden redan 1912 en del byggnadsprojekt av offentlig karaktär i egen regi. I mitten på 1920-talet uppfördes de flesta egna hemmen, oftast genom entreprenad av den blivande ägaren. Bland arkitekterna kan nämnas Gustaf Pettersson, Gustaf Larson och Edvin Engström som samtliga var knutna till stadens egnahemsbyrån.

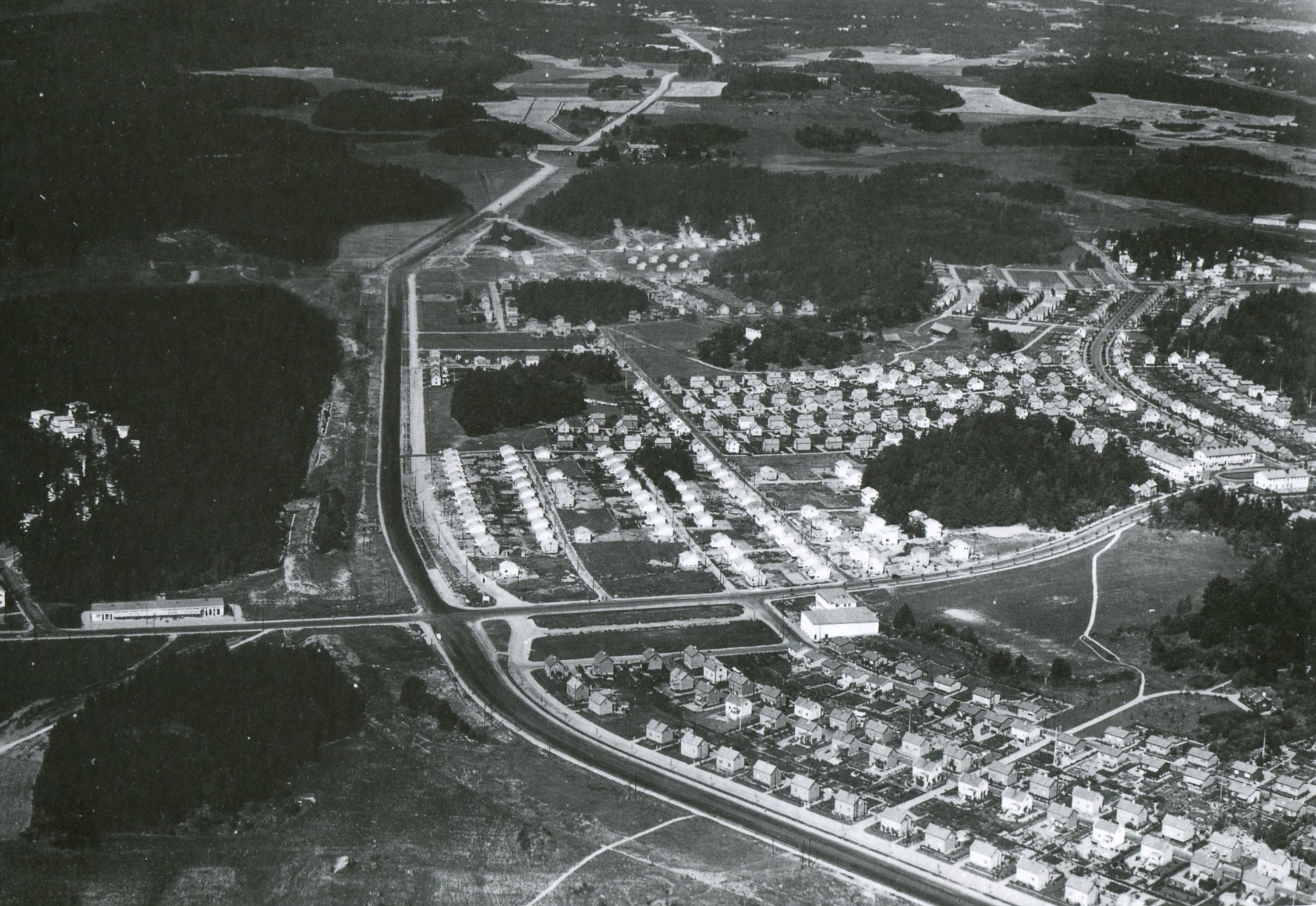
Flygfoto över Norra Ängby, cirka 1930.

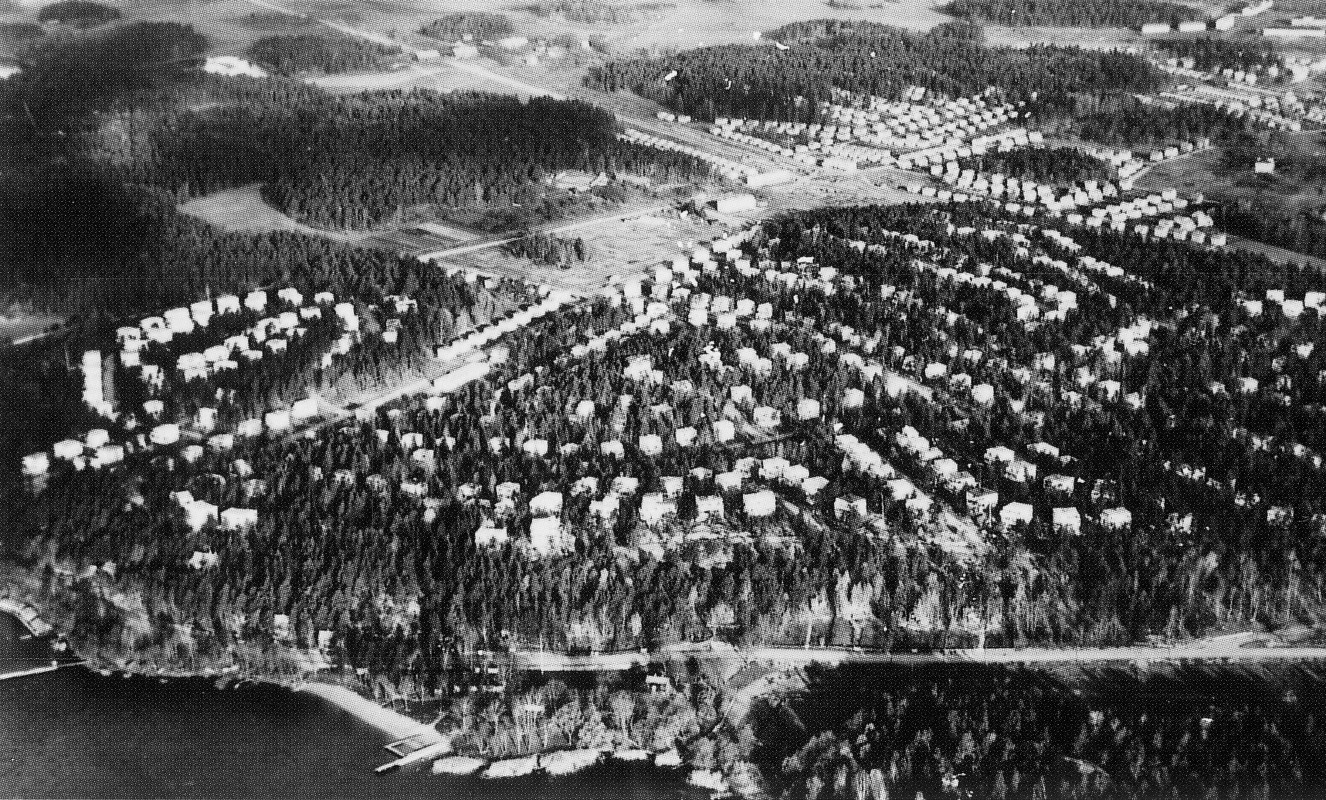
Flygfoto över Södra Ängby, cirka 1938.

Enskededalen, som byggdes ut från 1920, har en helt annan karaktär än Enskede trädgårdsstad. Med Enskededalen övergavs de engelska och tyska förebilderna; nu tjänade den förindustriella svenska trästaden som modell. Det nya greppet bestod i att konsekvent lägga husen i gatulinjen och att sammanbinda dem med plank mot gatan. Tanken går till Elsa Beskows bilderböcker som kom ut samtidigt och som visar en romantiserande bebyggelse i stil med de tidiga trädgårdsstäderna. Det finns även likheter med Enskede trädgårdsstad där flerfamiljshus (huvudsakligen i två våningar) bildar en sorts stadsmur. Stadsplanen som ritades av Axel Dahlberg och Gustaf Pettersson föreskrev en blandning mellan små sammanbyggda flerfamiljshus, friliggande enfamiljshus och dubbelhus. Ett stort antal hus uppfördes genom självbyggeri (se även avsnittet ”Självbyggeri”) efter tillhandahållna typritningar.
Norra Ängby blev Stockholms största sammanhängande småstugeområde, med 1 320 egna hem, som uppfördes huvudsakligen genom självbyggeri. Stadsplaneförslaget för Norra Ängby presenterades 1930 och var signerat av stadsplanedirektören Albert Lilienberg och hans närmaste medarbetare arkitekt Thure Bergentz. Drivande kraft bakom projektet var Axel Dahlberg, fastighetsdirektör i Stockholm under åren 1933 till 1945 med arkitekt Edvin Engström som ritade flera typhusvarianter.
De första husen var inflyttningsklara på sommaren 1930; de sista blev klara 1941. Kostnaden för ett 1,5-planshus i början av 1930-talet blev cirka 10 000 kronor. Hustyperna grupperades så att ett kvarter eller en gatusträckning fick ett enhetligt utseende. I några av de kvarter som fanns närmast Kyrksjön uppfördes större villor i två plan av byggmästare. År 1932 visade Axel Dahlberg självbyggeriet och en trädgårdsstad av den svenska modellen i Norra Ängby för prinsen av Wales, sedermera kung Edward VIII. Närvarande var även dennes bror hertigen av Kent och arvprins Gustaf Adolf.
Södra Ängby byggdes ut 1933–1939 och har kallats Stockholms "sista trädgårdsstad". Den ursprungliga stadsplanen, upprättad av Ture Bergentz, tillkom 1933 för 525 tomter och området bebyggdes 1933–1939. Ansvarig för planen var stadsbyggnadsdirektören Albert Lilienberg, som var influerad av de samtida funktionalistiska tankarna om grönska, sol, ljus och luft, vilka fått fäste i Sverige sedan Stockholmsutställningen 1930. Även här räknas Axel Dahlberg som initiativtagare.
Villorna i Södra Ängby blev större och mer individuellt anpassade. Staden höjde bostadsstandarden vilket självbyggarna inte klarade av. Många av Södra Ängbys villor byggdes på spekulation av enskilda byggmästare som sedan sålde dem nyckelfärdiga. Genom bulvaner kringgick byggmästarna regeln om "en tomt – en ägare"; de köpte upp serier av tomter och uppförde allt större och dyrare hus. Villorna var avsedda för den övre medelklassen och planlösningarna disponerades för en representativ livsföring med vardagsrum och matrum i fil samt jungfrukammare. Stegvis avlägsnade man sig samtidigt från det bostadssociala syftet och trädgårdsstadens grundidé om ett billigt boende för mindre bemedlade. Södra Ängby var den sista trädgårdsstaden som Stockholms stad projekterade.

## Stadsplanering och arkitektur

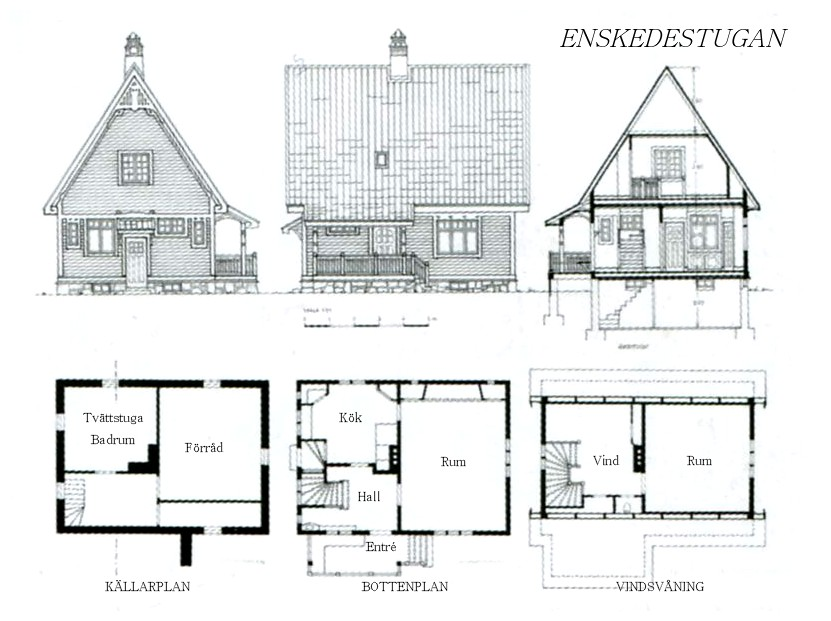
"Enskedestugan" från 1909.

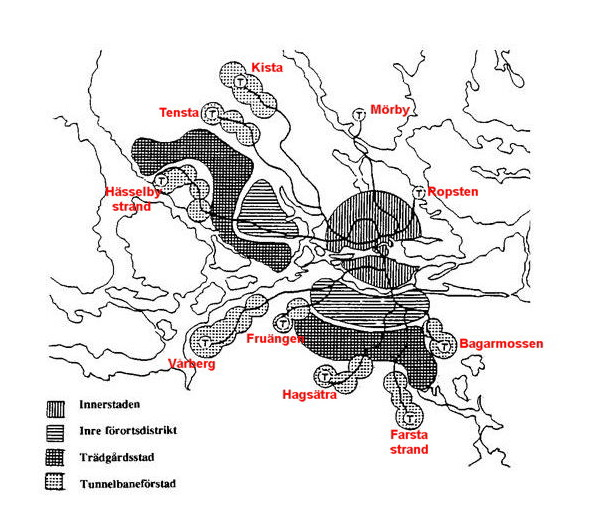
Stockholms trädgårdsstäder i Generalplan för Stockholm 1952

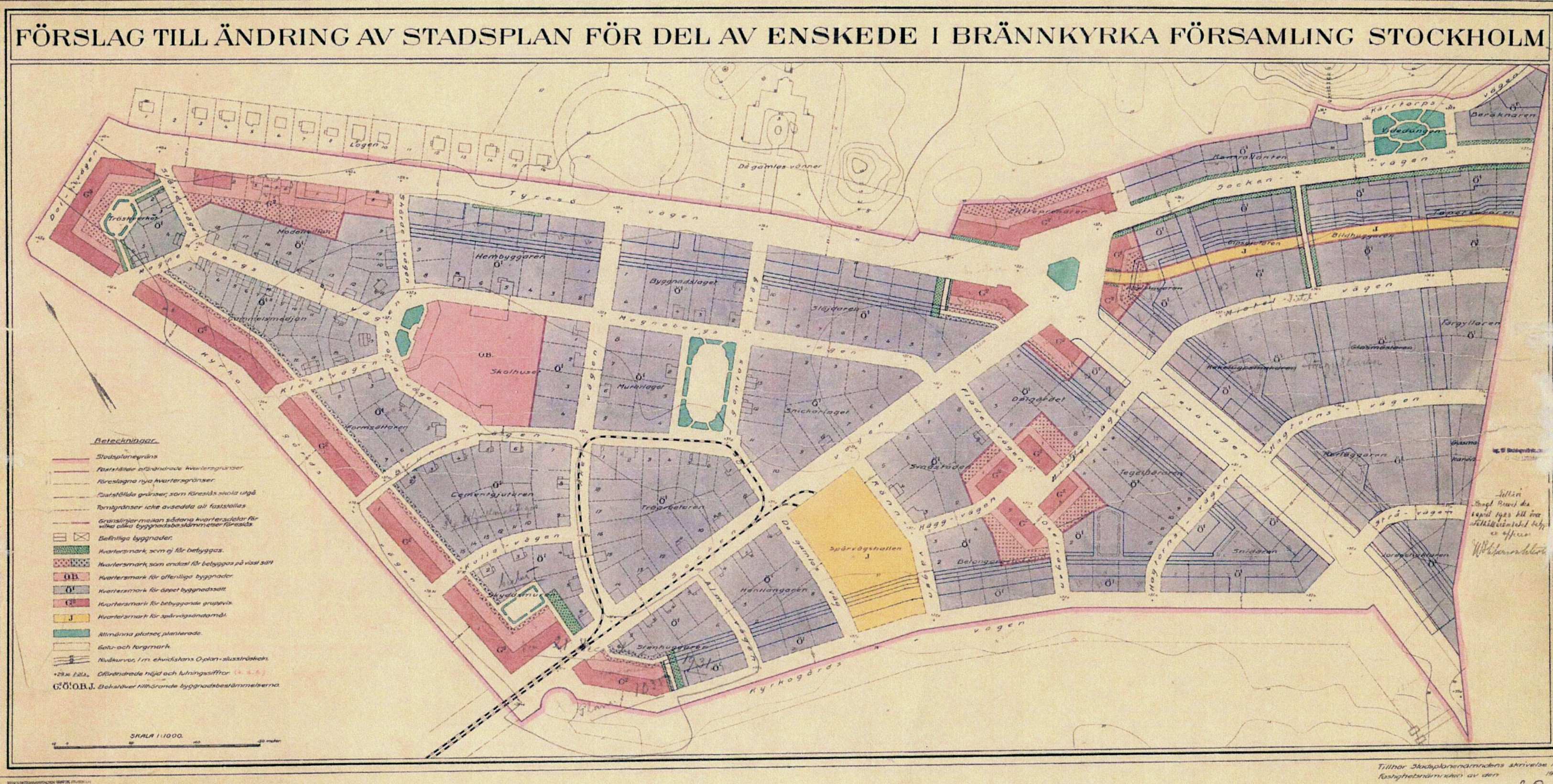
Del av stadsplan för Enskededalen från 1922 upprättad av Axel Dahlberg.

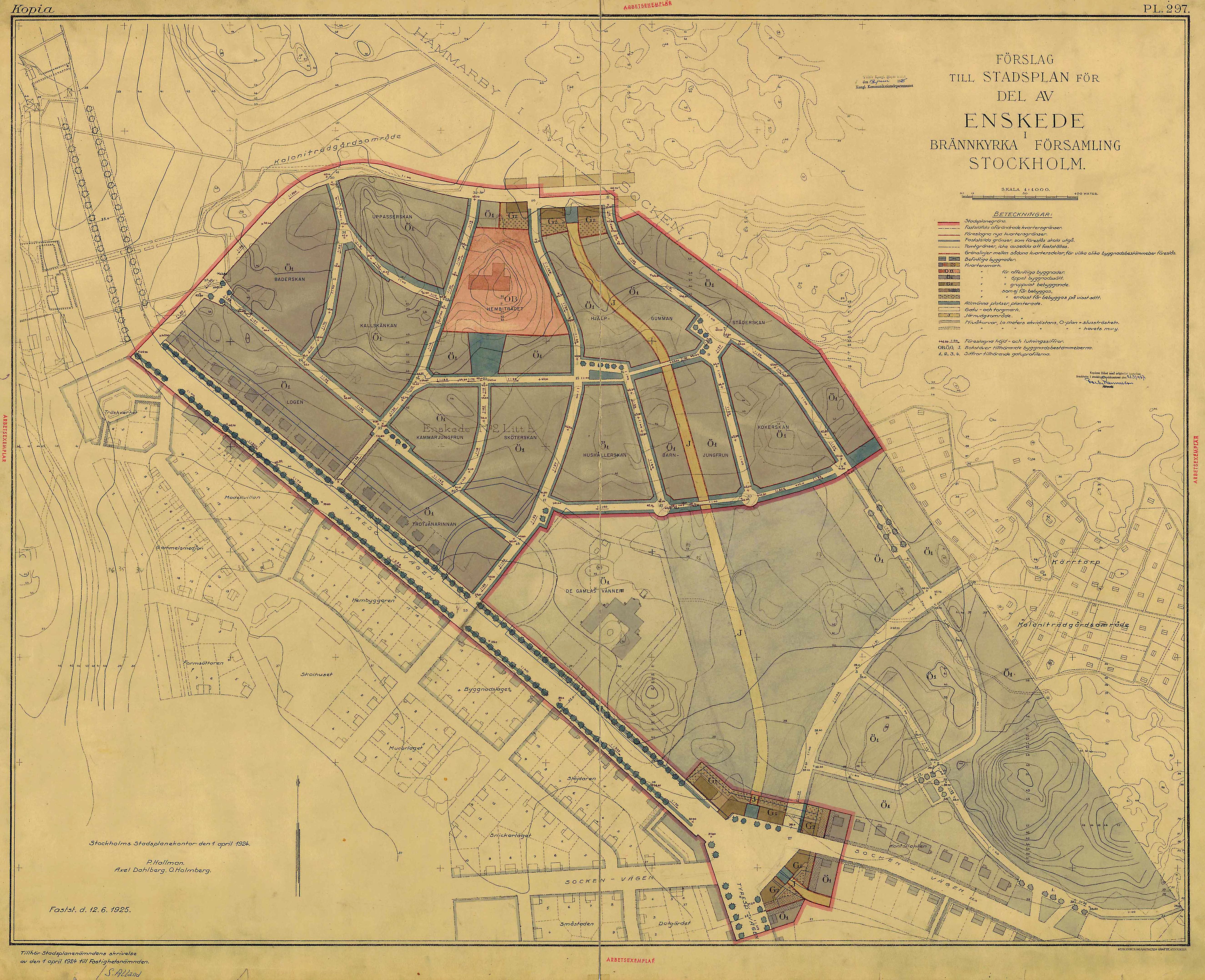
Del av stadsplan för Enskededalen från 1925 upprättat av Per Olof Hallman.

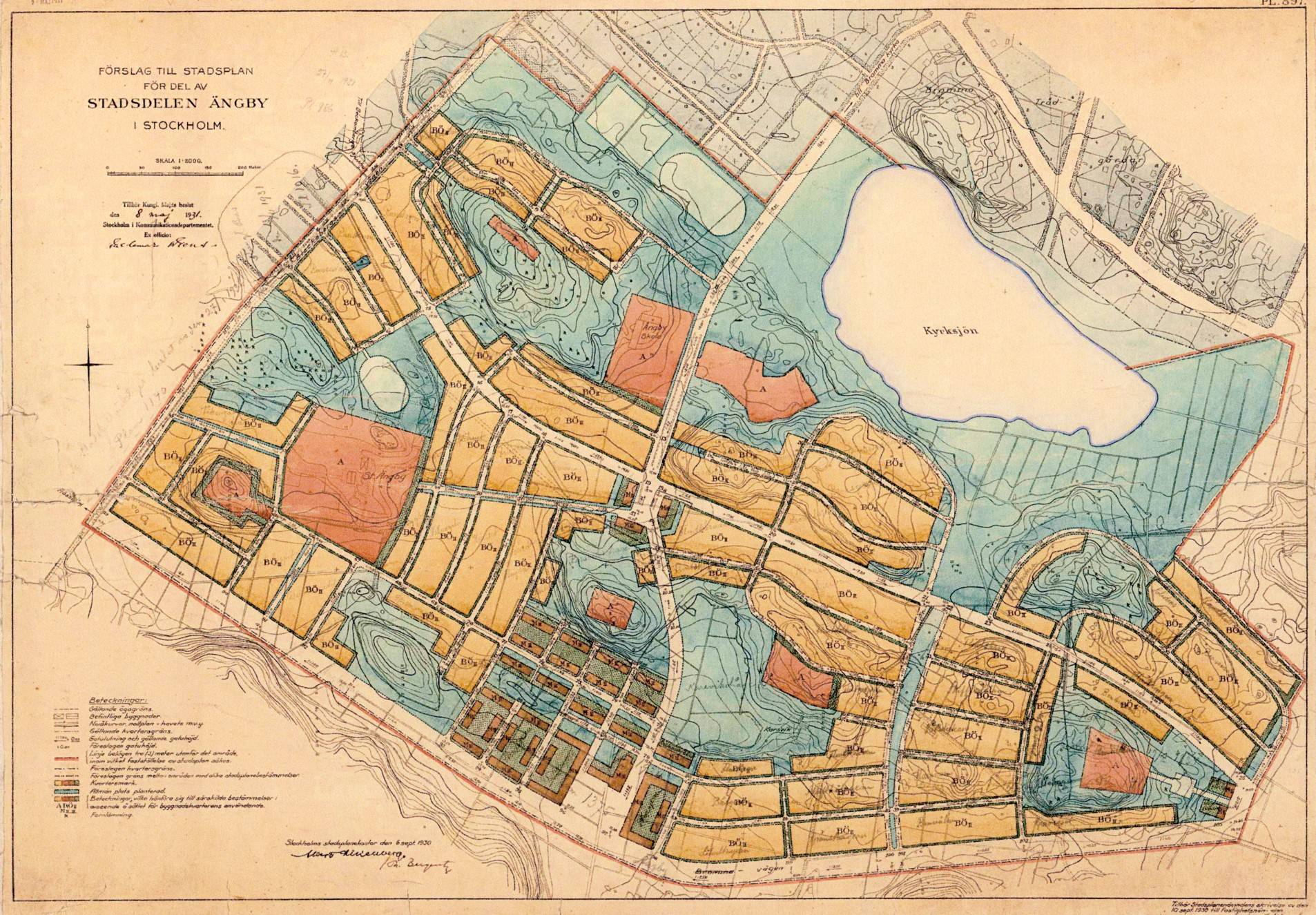
Stadsplan för Norra Ängby från 1930, signerad av Albert Lilienberg och Thure Bergentz.

Som redan tidigare nämnts var en rad välkända arkitekter i stadens tjänst engagerade i tillkomsten av Stockholms trädgårdsstäder. Stadsplanerare som Per Olof Hallman, Albert Lilienberg, Thure Bergentz och Sigurd Westholm (stadsarkitekt i Stockholm mellan 1916 och 1940) stod för planläggningen av de aktuella områdena. Någon helhetsbild eller generalplan för utbyggnaden utanför tullarna fanns däremot inte.
Hallman ville skapa de omväxlande gatubilder som man ofta finner i gamla städer. Han menade att gatan borde växla riktning allteftersom man rör sig framåt och ha en individuell karaktär. Hans stadsplaner var en reaktion mot rutnätsplanerna från 1800-talets slut. Hallman hade en förkärlek för trevägskorsningar, en gata som delar sig lik en högaffel i två lätt utvinklade grenar. Även i Gamla Enskede tillämpade han detta grepp. Men han fick kritik för sina trevägskorsningar och krökta gatusträckningar, eftersom de var krångliga att genomföra och försvårade orienteringen.
Gemensamt för stadsplanerna som ritades av Hallman, Dahlberg och Bergentz var anpassning till de rådande geografiska förutsättningarna. Bredare gator inramade hela området och det interna gatunätet följde terrängen i mjuka kurvor. Långa raksträckor skulle helst undvikas. Bostadsgatorna var 10 till 12 meter breda och bildade ibland triangelformade eller oregelbundna områden med plats för parker, lekplatser eller offentliga byggnader. Planerna genomfördes inte alltid fullt ut. Exempelvis byggdes aldrig samtliga av Hallman föreslagna radhus i Enskede trädgårdsstad. En viktig ingrediens i trädgårdsstadens planering var även ett litet torg som motsvarar the village green i den engelska förlagan och som hade sina förebilder i småstadstorget. Smedslättstorget i Bromma är ett idealiskt exempel på ett sådant trädgårdsstadstorg. Längs alla sidorna begränsas torget av sammanbyggda hus i två våningar med butiker och serviceinrättningar i bottenvåningen. Torgytan innehöll en plantering.
Byggnaderna i Södra Ängby är i trädgårdsstadens anda anpassade till den kuperade terrängen och en stor del av skogsvegetationen har bevarats. Det mer renläriga funktionalistiska stadsplaneidealet med ett rätlinjigt planverk för att minimera anläggningskostnaderna för gator och ledningar, som tillämpades i Norra Ängby fick överges av stadsplanens arkitekt Thure Bergentz.
Albert Lilienberg tog fram en mycket speciell stadsplan för Tallkrogen. Gatorna är utlagda som löparbanor runt en idrottsarena eller stadion. Detta område kallas för Olympiaområdet, och gatorna och kvartersbeteckningarna har namn som på olika sätt har anknytning till de olympiska spelen.
Vid 1900-talets början var det fortfarande ovanligt att arkitekter ritade småstugor och arbetarhem. Ragnar Östberg och Lars Israel Wahlman var undantag, båda ritade till och mer små kolonistugor. Vändpunkten kom i juni 1908 då ett åttiotal arkitekter samlades för att diskutera byggandet i småstäder och på landsbygden. Speciellt Carl Westmans anförande blev vägledande för den framtida arkitektinställningen, där arbetet skulle inspireras av gamla värdefulla svenska småstadsmiljöer.
Gällande småhusens eller villornas arkitektur var det normalt att Lantegendomsnämnden i samband med tomträttsupplåtelsen tillhandahöll utöver kostnadsberäkningar även en rad typritningar med billiga och praktiska lösningar. Även AB Stockholms stads trädgårdsstäder, AB Hem på landet och Statens byggnadsbyrå stod för mönsterritningar. För Enskede villastad existerade exempelvis hela 18 hustyper ritade av arkitekter som Victor Bodin, Rudolf Arborelius och Edvin Engström. Här fanns allt från "Enskedestugan" om 2 rum och kök till enfamiljsradhus-del med 3 rum och kök.  
Enskedestugan hade brant sadeltak, täckt med tvåkupigt lertegel, faluröda fasader med liggande panel och vita detaljer. Husets yttre var gestaltat av arkitekten Axel Herman Forsberg i nationalromantisk stil. På bottenplan fanns hall, rum, kök och trappa till vinden, där man kunde anordna ytterligare ett rum. Källarplanet innehöll en tvättstuga ibland med badkar (senare oftast ombyggd till badrum) och ett förrådsutrymme. Planlösningen var synnerligen enkel och påminner om "stuga med förstuga och kammare" (enligt byggningabalken från 1734). Byggnaden presenterades på Konstindustriutställningen 1909 och uppfördes i ett tjugotal exemplar mellan 1909 och 1910. Andra stugor försågs med mansardtak som underlättade inredda vindar. Tomternas storlek varierade mellan 400 och 600 kvadratmeter.
Byggnadernas arkitekturstil följde rådande "mode" från 1910-talet, 1920-talet och 1930-talet. Medan bebyggelsen i Enskede villastad (1910-talet) var influerad av nationalromantiken, visar Smedslättens flervåningshus vid Smedslättstorget (1920-talet) inslag av tjugotalsklassicism och de flesta villorna i Södra Ängby har formgivits på 1930-talet av arkitekt Edvin Engström i funktionalismens stilideal. Södra Ängby är idag troligen ett av världens största bevarade modernistiska villaområden.

## Självbyggeri
Till en början fanns inget självbyggeri; de första husen uppfördes av stadens egna hantverkare. Även om staden fortsättningsvis ägnade sig åt viss byggverksamhet, huvudsakligen för egna behov (till exempel för offentliga byggnader), skedde detta dock aldrig i någon större omfattning. Vid enskedeområdets start medverkade även två större byggföretag (AB Stockholms stads trädgårdsstäder, AB Hem på landet) som uppförde ett hundratal hus. På grund av materialbrist upphörde byggverksamheten nästan helt under första världskriget.
Den stora expansionen kom med självbyggeri, oftast i regi av Stockholms stads småstugebyrå. Bakgrunden till självbyggeriet var att några villabyggare ville komma ifrån den erforderliga kontantinsatsen (10% av anläggningskostnaden) och istället "bygga huset med egna händer" och därigenom prestera ett arbete motsvarande penninginsatsen. Idén som framfördes våren 1919 av några arbetare och hantverkare i Enskededalen uppfattades av fastighetsnämnden som verklighetsfrämmande och mottogs inte med någon större entusiasm. Förslagsställarna ville dock inte släppa sin idé och bildade 1920 föreningen "Hem genom eget arbete" och under åren 1920–1922 lyckades de uppföra 29 byggnader "med egna händer".
I början på 1920-talet spreds idén om självbyggeri, ytterligare fyra föreningar bildades och de kommunala myndigheterna beslöt att stödja dessa. Fastighetsdirektören Axel Dahlberg var initiativtagare för småstugebyggeriet. Självbyggeri blev mycket populärt; under åren 1922–1926 ökade antalet upplåtna tomter kraftigt, med rekordåret 1925 då 451 stycken tomter började bebyggas "med egna händer". På stadens reklambroschyr rimmades glatt: "Från hyreskasern och mörka prång till småstuga med sol och fågelsång". Självbyggda småhus finns idag i en fjärdedel av ytterstadens närmare hundra stadsdelar.

### Självbyggeri i bild

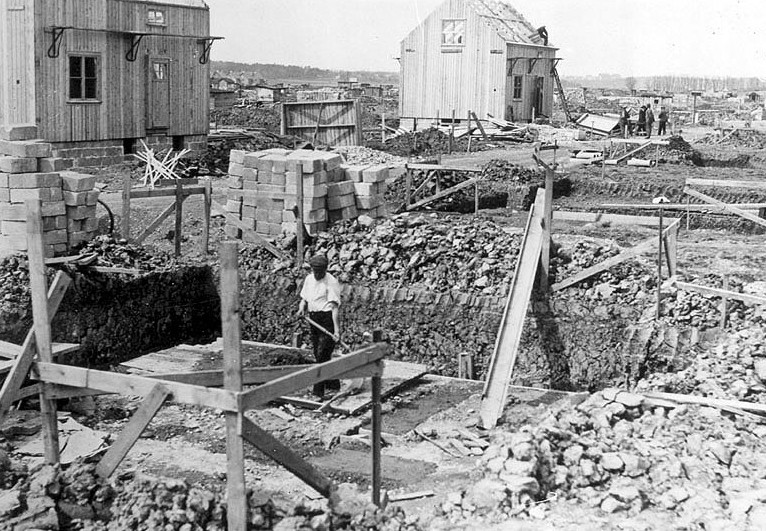
Schaktarbeten, Enskede 1931
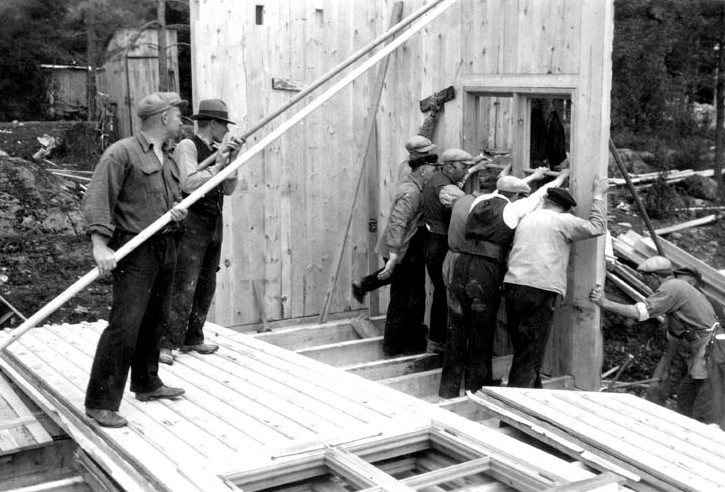
Väggresning, Svedmyra 1932
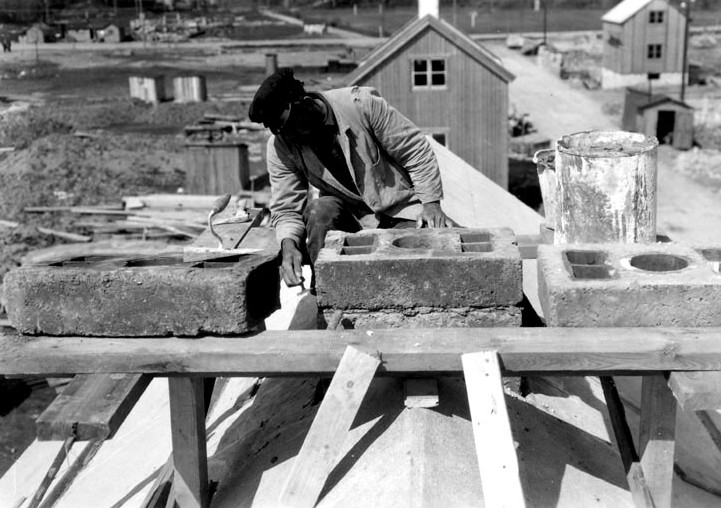
Skorsten muras, Svedmyra 1932
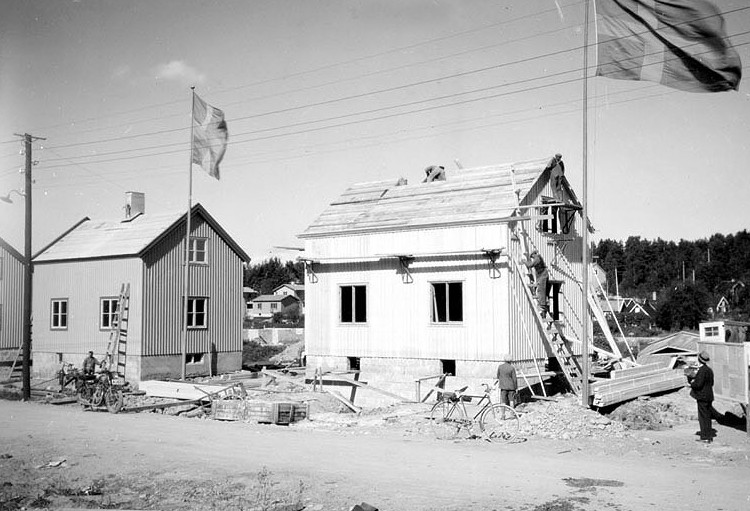
Taklagsfest, Svedmyra 1932

Självbyggandet i stadens regi inleddes 1927 i Olovslund i Västerort och Pungpinan i Söderort. Rent praktiskt gick det till så att staden tillhandahöll allt byggnadsmaterial och lämnade anvisningar och råd genom instruktörer på platsen. Gator, vatten och avlopp samt framdragen elektricitet garanterades av staden, vilket inte var en självklarhet hos privata exploatörer. Specialarbeten som plåtslageri, rördragningar och elektriska installationer fick utföras av fackmän. Ytterväggarna tillverkades på fabrik och levererades som färdiga block till arbetsplatsen, komplett isolerade och med insatta fönster och dörrar. Takstolar och trappor kom färdiga för montering. Skorstenen kunde muras själv eftersom den bestod av färdiga element. Allt övrigt material var i största möjliga mån färdigkapat för inmontering. Ofta hjälpte släkt och vänner eller blivande grannar med tunga lyft för väggblock och takstolar. Allt var utstuderat rationellt och standardiserat. Axel Dahlberg menade att ”självbyggaren slipper tänka, han skall bara arbeta, ty staden tänker för honom”.
Erfarenheterna från självbyggeriet var goda. Att bygga åt sig själv var inte bara kvalitetshöjande utan gjorde det möjligt att praktiskt taget varje familjeförsörjare med små inkomster och utan eget kapital kunde skaffa sig en billig bostad, även om familjen ofta fick offra ett års ledig tid och ställa upp på kvällar och helger. I sin skrift "Trädgårdsstaden" från 1959 uttryckte Axel Dahlberg sig på följande sätt:
| ” | Han [småstugeägaren] får arbeta i jorden, något som varje människa borde äga rätt till, då inget annat arbete skänker tillfredsställelse så som denna. Småstugan är sålunda icke bara en bostad, den blir för mången livets stora tillgång och den och dess ägare och brukare ger, som jag själv hört omvittnat, innehåll i livet. Den skänker en rotfasthet, som alla behöver, men som de flesta saknar. Men vad mer är, den frammanar en ny lyckomoral, den som inriktas icke på egen lust utan barnens lycka – folkets framtid. | „ |

## Utvecklingen efter 1930-talet
Stockholms trädgårdsstäder med Dahlbergs engagemang för småhus- och villaproduktion kunde visserligen ge några tusentals familjer ett eget hem med trädgård, men de kunde inte nämnvärt minska bostadsbristen i Stockholm. Stockholm stads bostadspolitiska ambitioner, med fastighetsdirektören Dahlberg i spetsen, fokuserades efter 1930-talet på att bygga flerfamiljshus med god standard (badrum, centralvärme, balkong och lekplats) för barnfamiljer. En lång rad smalhus producerades i bland annat Hammarbyhöjden (1936–1939), Traneberg (1934–1940), Abrahamsberg (1939) och Årsta (1943).
Nu fick fastighetsdirektören Dahlberg kritik för att han bara hade "två sorters  utsäde i sin såmaskin": småstugor och smalhus. En karikatyr av Nils Melander från 1939 i Svenska Dagbladet visar Dahlberg som "Radsåningsmannen" som släpper ut långa rader med smalhus ur sin hästdragna såmaskin. Men kritiken var osaklig, eftersom Dahlberg såg till att även villabyggandet fortsatte i oförändrad omfattning med betydande tomtanvisningar till så kallade tjänstemannavillor.

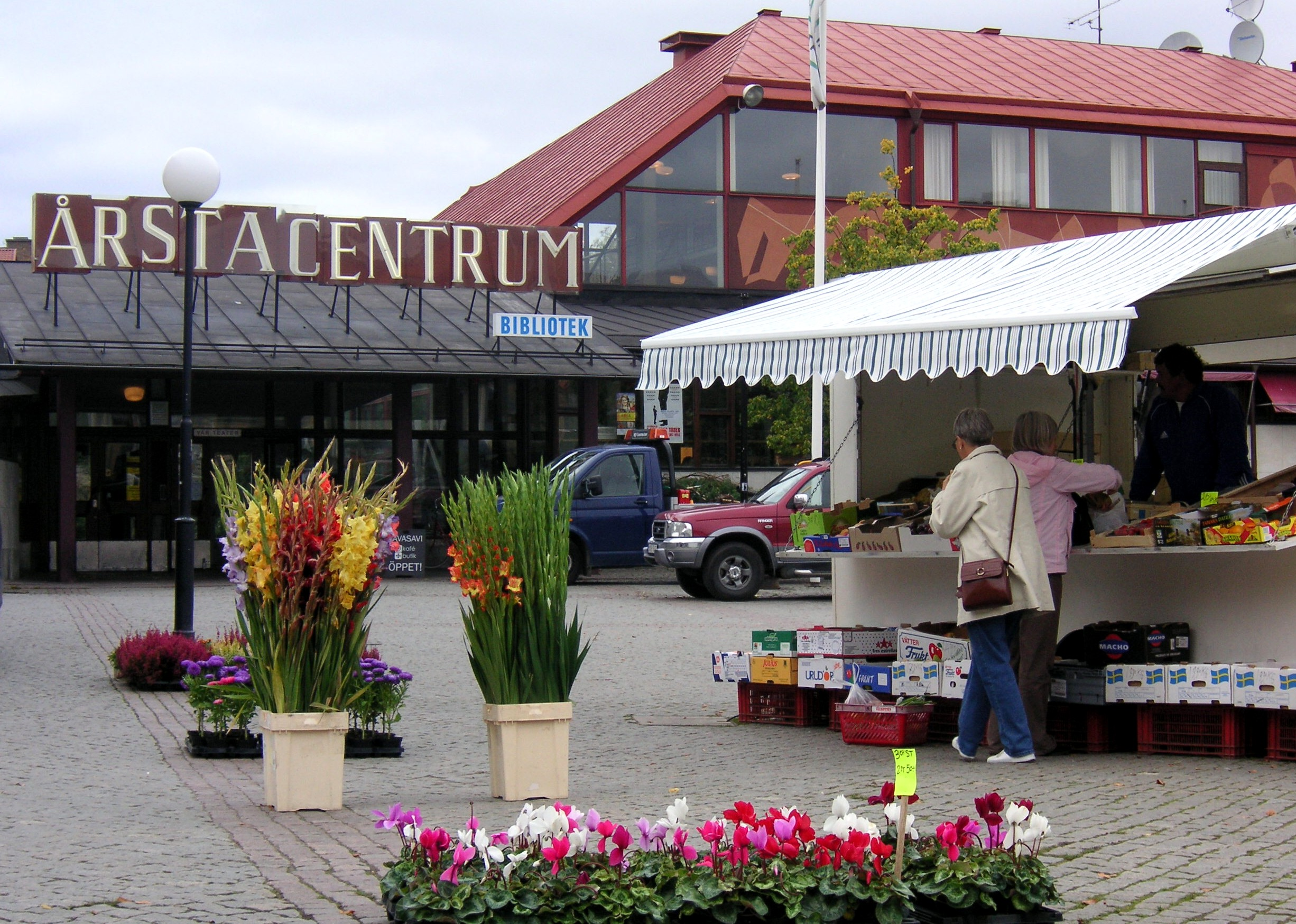
Årsta centrum, ett exempel för grannskapsidén.

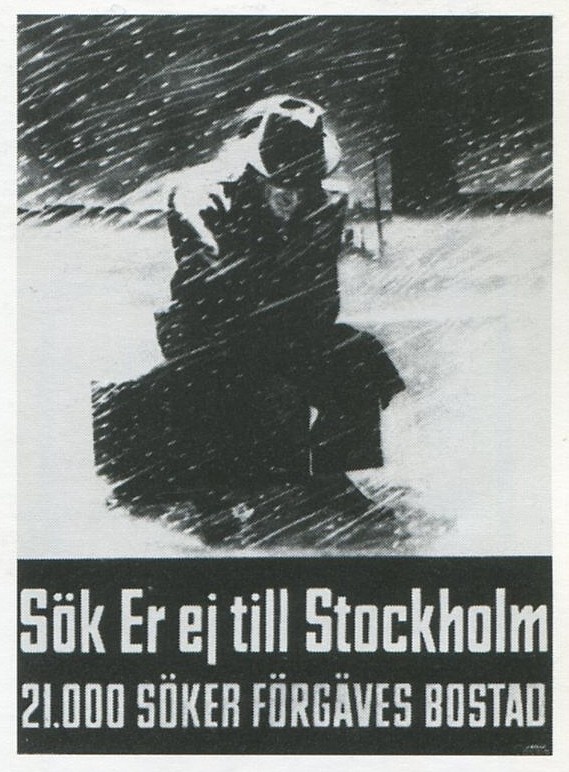
Kom inte till Stockholm

Möjligen fanns det även en ideologisk förklaring för slutet på Stockholms trädgårdsstäder. Arkitekturprofessorn Johan Rådberg menar i sin bok "Den svenska trädgårdsstaden" att trädgårdsstadsidén inte gick ihop med den rådande funktionalistiska stadstypen, som hade fått fotfäste i mitten på 1930-talet och där stora friliggande hyreshus dominerade. Ledande funktionalistiska stadsplanerare som Le Corbusier hävdade till och med att trädgårdsstaden var en föråldrad bostadsform som uppmuntrade till individualism och som hindrade framåtskridande. Fritidsodlarens verksamhet var ineffektiv och en romantisk rest från bondesamhället. Trädgården kunde lika gärna ersättas med balkonger och terrasser  (se även kollektivhus och debattskriften acceptera).
Trädgårdsstadens idé om småskaligt boende inom ett begränsat utrymme med byggnader i varierande storlek och visst utbud av service var dock inte borta utan levde vidare i grannskapsidén (inspirerad av engelska community center) som förverkligades bland annat i Årsta med Årsta centrum (1951–1953). Meningen var att skapa små lokalsamhällen som var överblickbara för individen men ändå tillräckligt stora för att ge underlag för ett litet centrum med service.
Fortfarande efter andra världskriget var bostadsbristen ett enormt problem för Stockholms stad. På stadsplanekontorets initiativ gick man 1946 ut med affischer, där man varnade för inflyttning till Stockholm, eftersom det saknades bostäder. Affischen visade en ensam man sittande på sin resväska i snöstorm. "Sök Er ej till Stockholm, 21.000 söker förgäves bostad" stod under illustrationen. Folkmängden i Stockholm hade ökat från runt 300 000 (år 1900) till drygt 800 000 (år 1960).
De storskaliga försöken att bemästra bostadsbristen kom först med miljonprogrammet mellan 1965 och 1974. Miljonprogrammet förknippas ofta med stora hyreshus uppförda med betongelement, men av den dryga miljon bostäder som byggdes var faktiskt cirka 30 % i fristående småhus och bara 25 % fanns i lamellhus med fler än fyra våningar (siffran gäller hela landet).

## Trädgårdsstäderna idag och kulturhistorisk klassificering
Gamla Enskede, en gång stadens första trädgårdsstad, sågs i arkitektkretsar under lång tid som misslyckat och fult. Idag är det ett eftertraktat bostadsområde, men Enskede är inte längre en förstad för arbetare och hantverkare. Husen har byggts till och om och moderniserats. Två rum och kök med badrum i källaren anses idag vara en för låg boendestandard för en småbarnsfamilj. Även utvändigt har många småhus ändrat karaktär när traditionella fasadmaterial bytts mot fasadtegel, eternitplattor eller plåtpanel och småspröjsiga fönster ersatts med stora spröjslösa. Det finns numera en trend att husens utseende återställs till det ursprungliga genom privata initiativ. Liknande utveckling kan ses i andra av stadens gamla trädgårdsstäder.
I Gamla Enskede finns bara några få orörda byggnader kvar, en av dem ligger på Margaretavägen 60, och byggdes 1909 av AB Hus på landet. Av hustypen uppfördes i bara fyra exemplar, ett av dem är i ursprungligt skick. Detta bedömdes som unikt av Stadsmuseet i Stockholm. Huset betingar därför idag ”ett högt arkitekturhistoriskt och byggnadshistoriskt värde”. Även Gamla Enskedes radhus i kvarteret Inspektorn och Lantbrukaren vid Margaretagatan bevarar sin ursprungliga karaktär. Bebyggelsen består av 37 fastigheter fördelade på sex längor som är blåmärkta av Stadsmuseet i Stockholm, vilket betyder att de representerar "synnerligen höga kulturhistoriska värden".
I flerbostadshusen vid Smedslättstorget fanns runt hela torget ursprungligen butiker och affärslokaler (se avsnitt "Stadsplanering och arkitektur"). Här låg bland annat två livsmedelsaffärer, två mjölkbutiker, fisk-, färg- och tobaksaffär, ett konditori, frisersalong, blomsterhandel och skomakeri samt  postkontor och taxistation. De har numera försvunnit och ersatts av bostäder och en del kontor. Enligt arkitekturprofessorn Johan Rådberg illustrerar torget det ideala trädgårdsstadstorget.
Enligt av Stadsmuseet i Stockholm utförda klassificeringar är många av Stockholms gamla trädgårdsstäder av särskild kulturhistoriskt värde eller utpekade som riksintresse för kulturminnesvården, vilket innebär att de bedöms ha så höga kulturvärden att det är av vikt för hela landet. Hit hör bland annat Gamla Enskede, Nockeby, Norra och Södra Ängby, Olovslund samt Äppelviken.

Nutida bilder, områden i urval
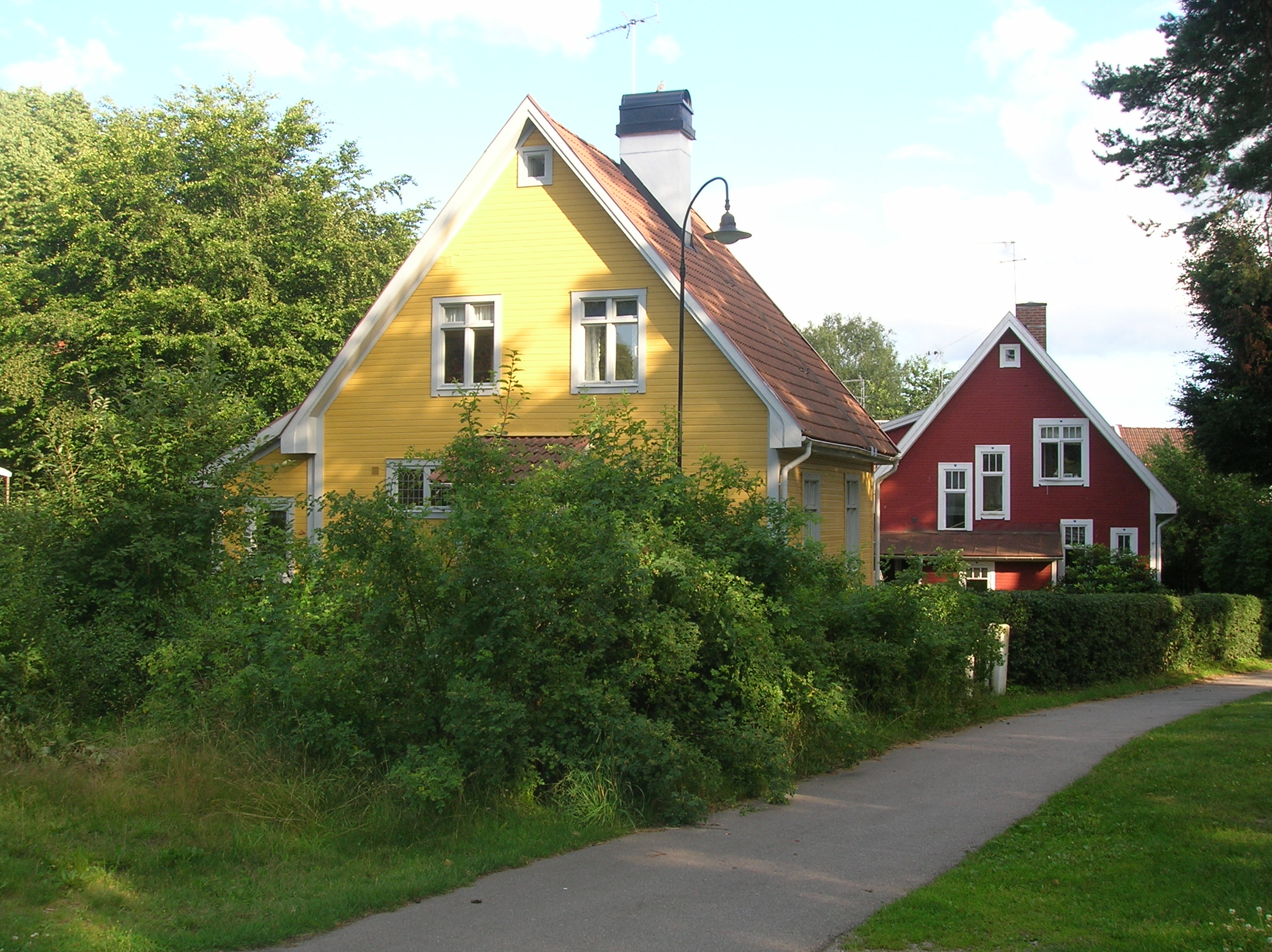
Gamla Enskede.
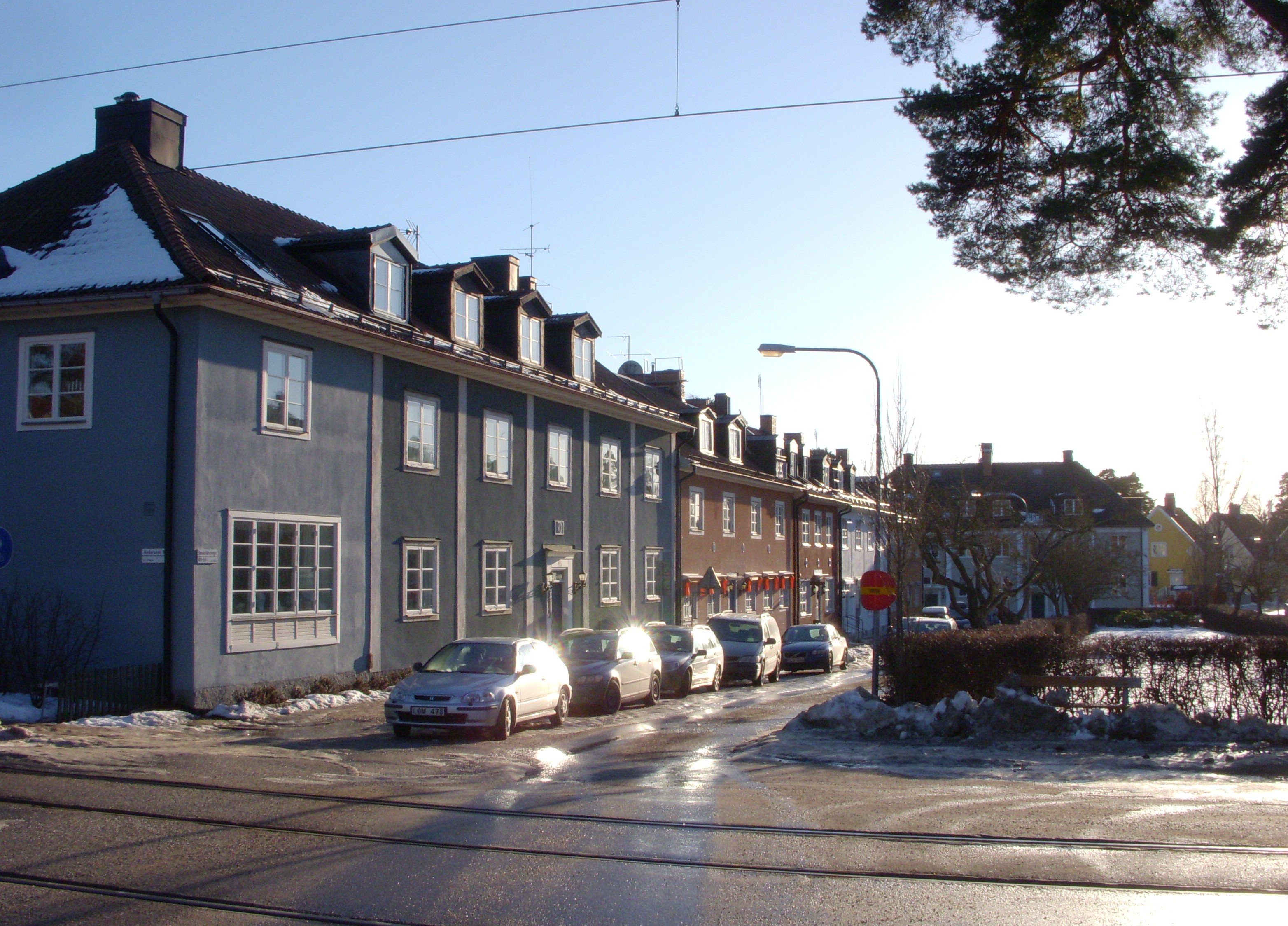
Smedslättstorget.
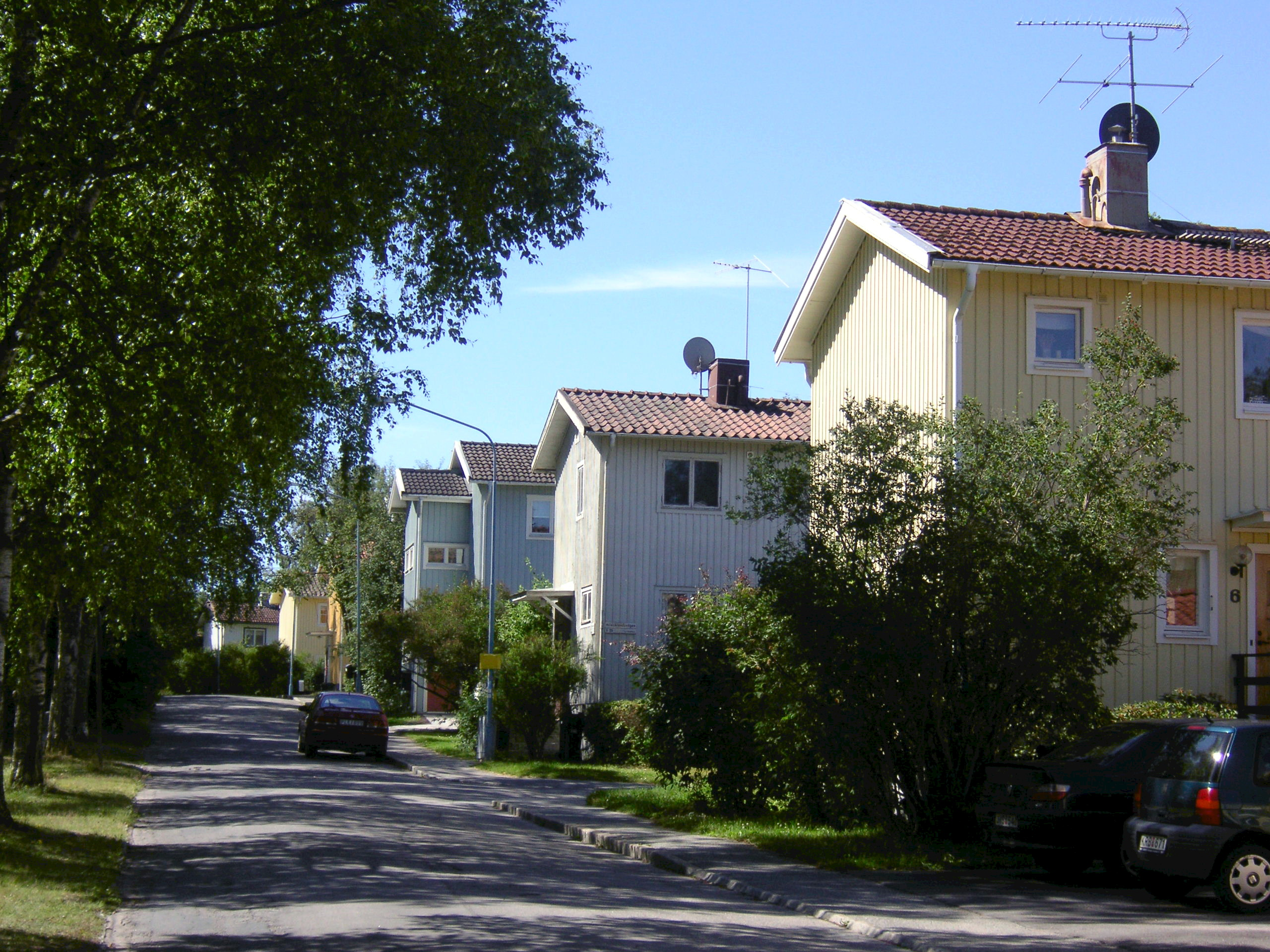
Norra Ängby.
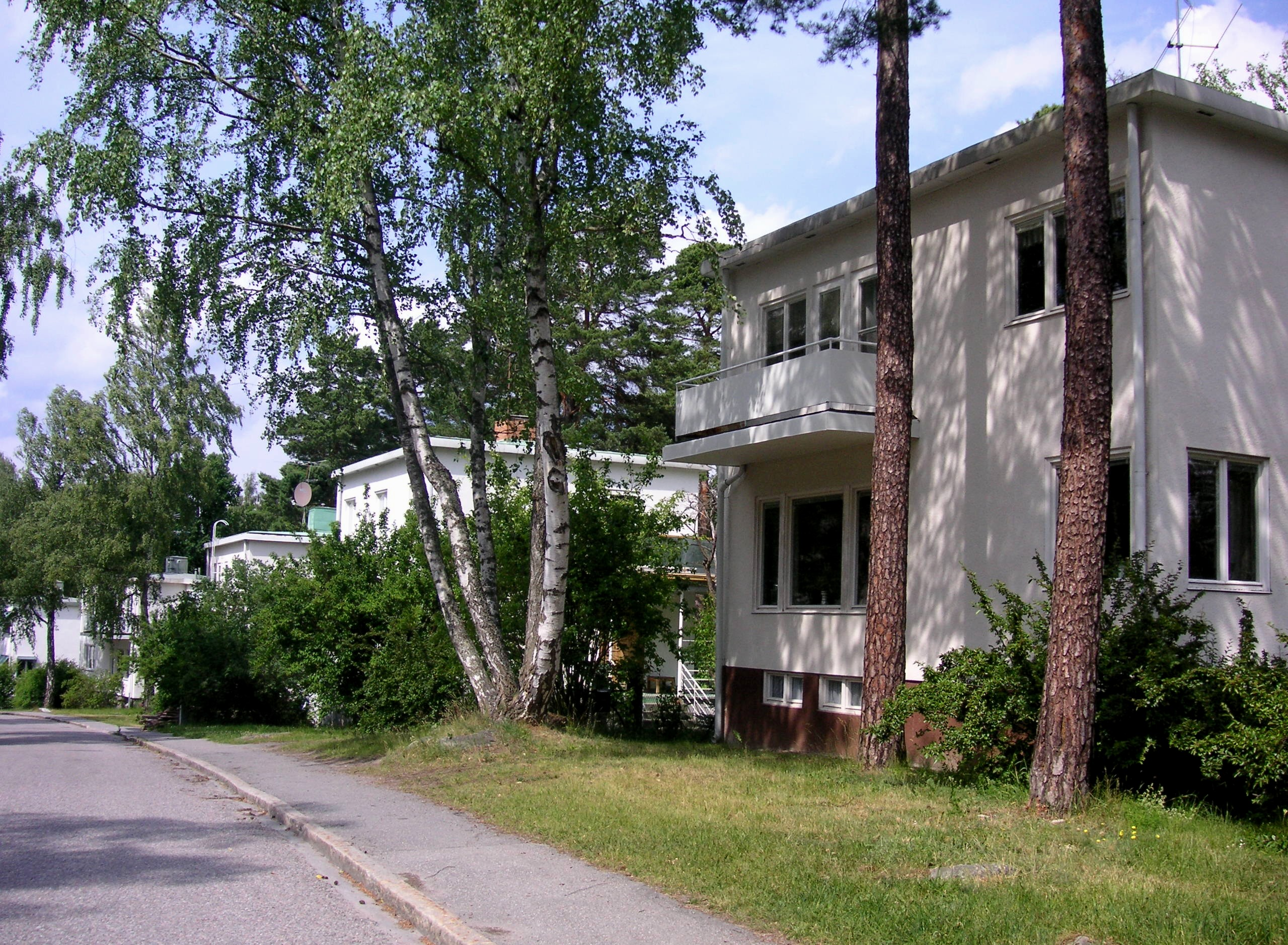
Södra Ängby.

Nutida bilder, byggnader i urval
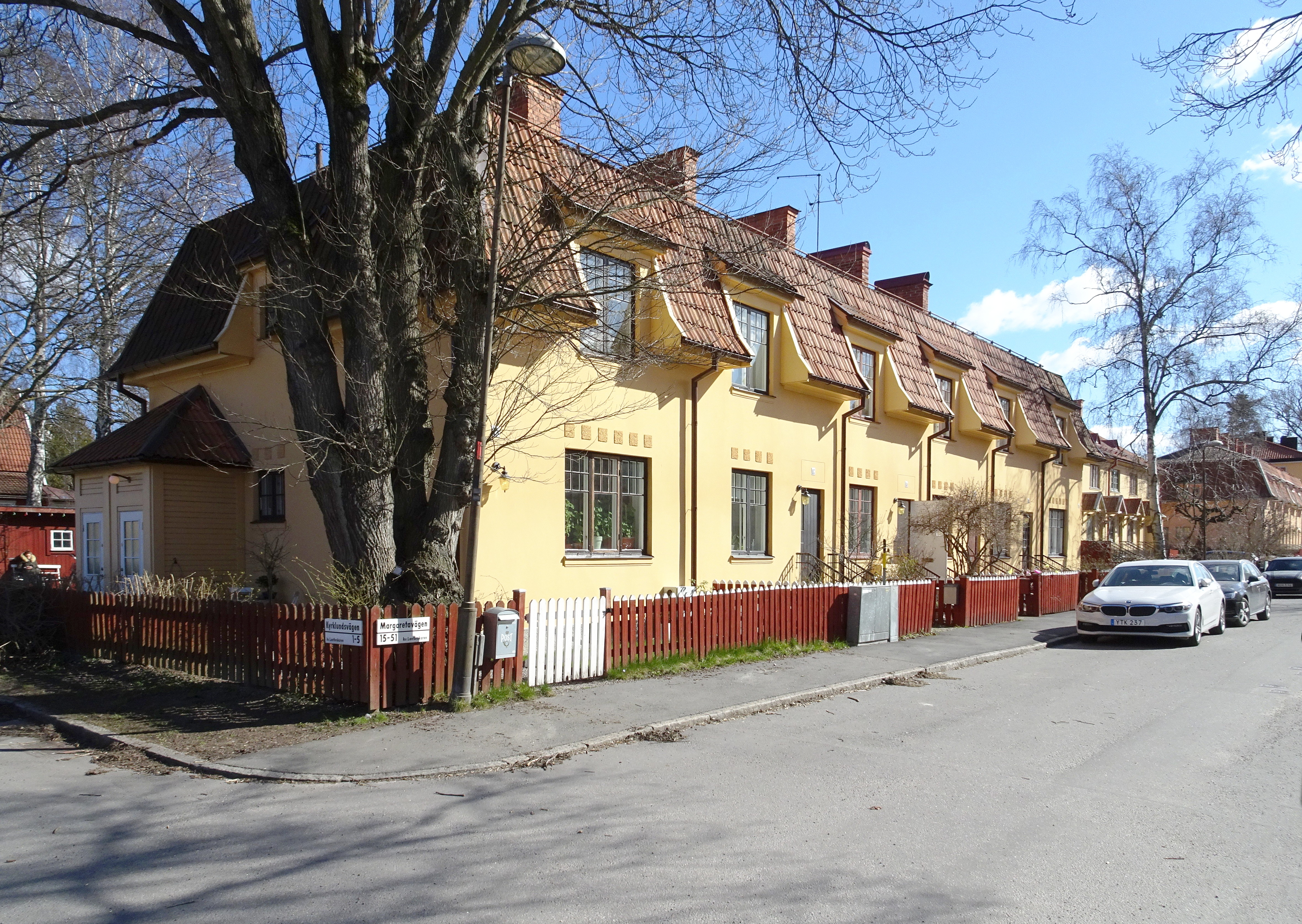
Gamla Enskedes radhus typhus I, så kallade "engelska radhus".
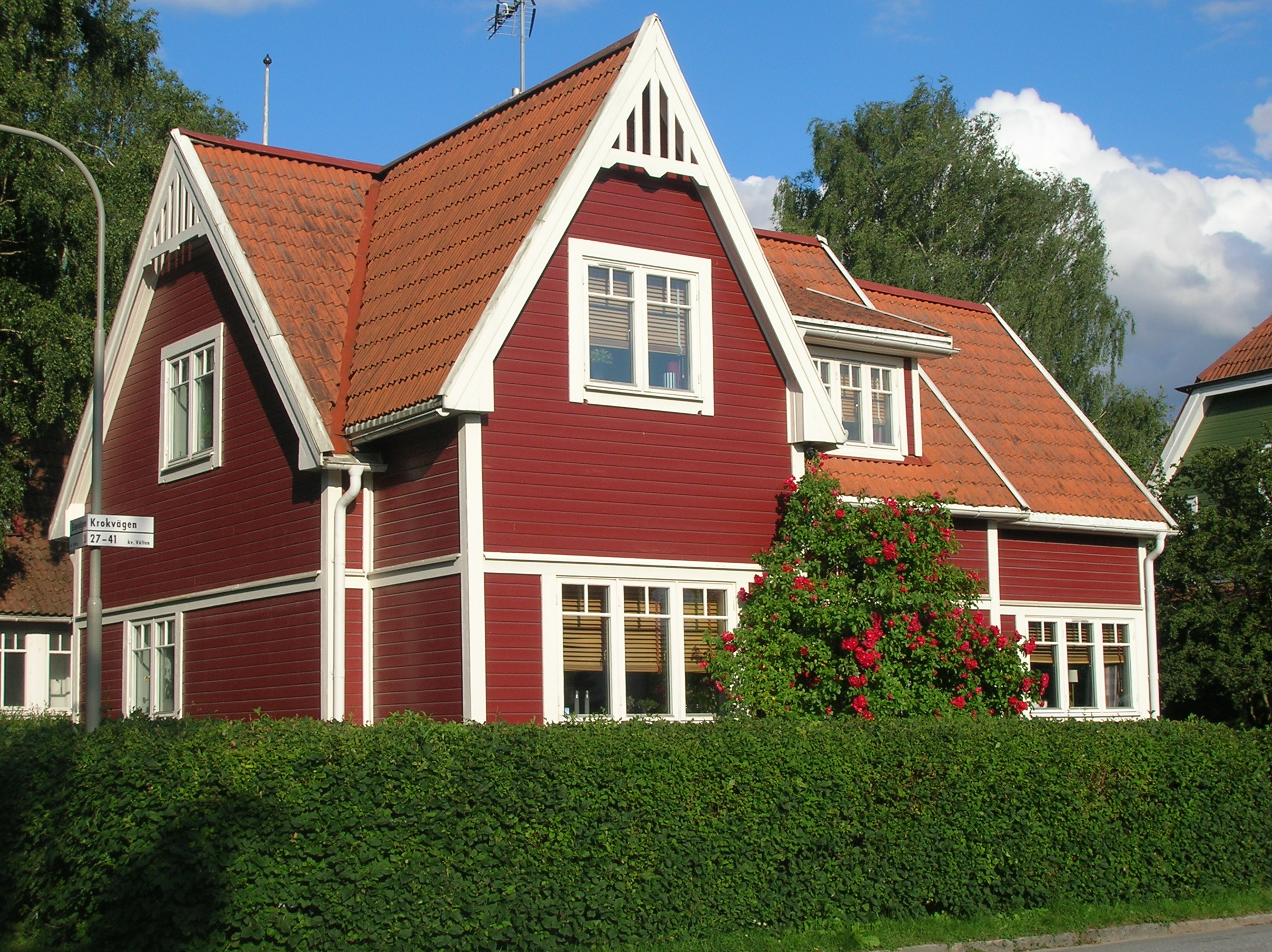
Gamla Enskede typhus IV, "Enskedestugan" vid Krokvägen 27.
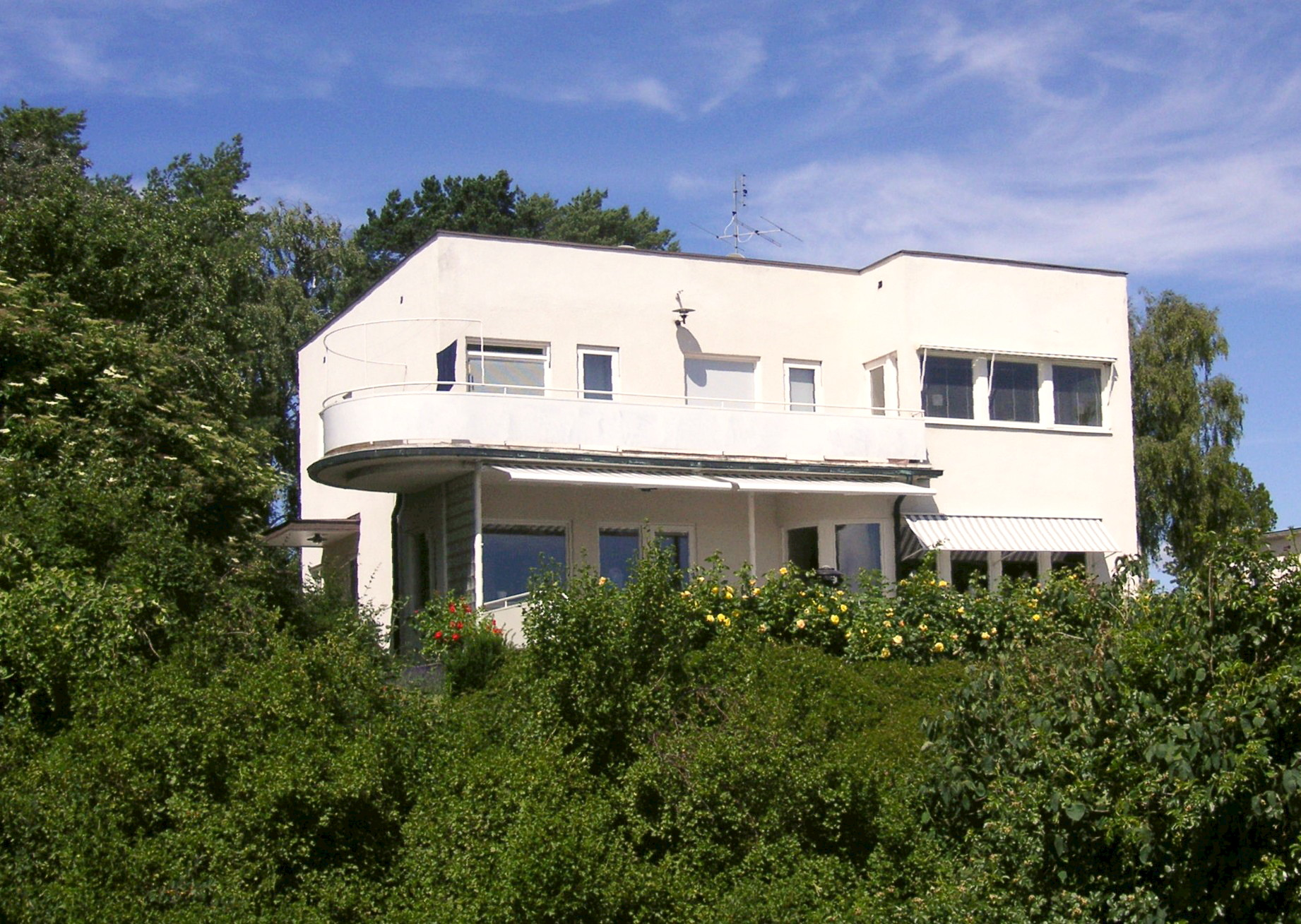
Södra Ängby, funkishus vid Ängbyhöjden 30.
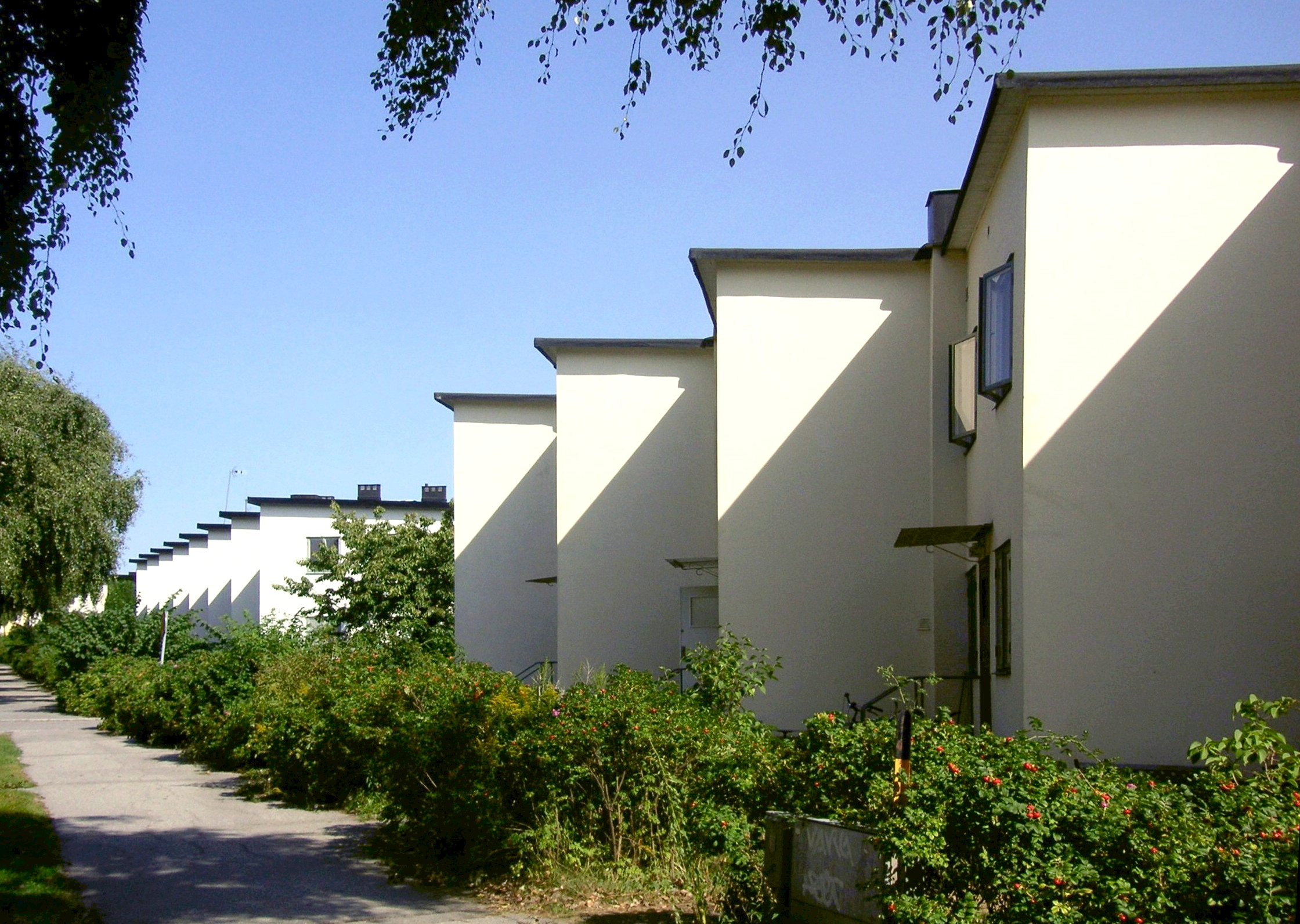
Ålstensgatan, så kallade "Per Albin-radhusen".

Nutida bilder, byggnadsdetaljer i urval
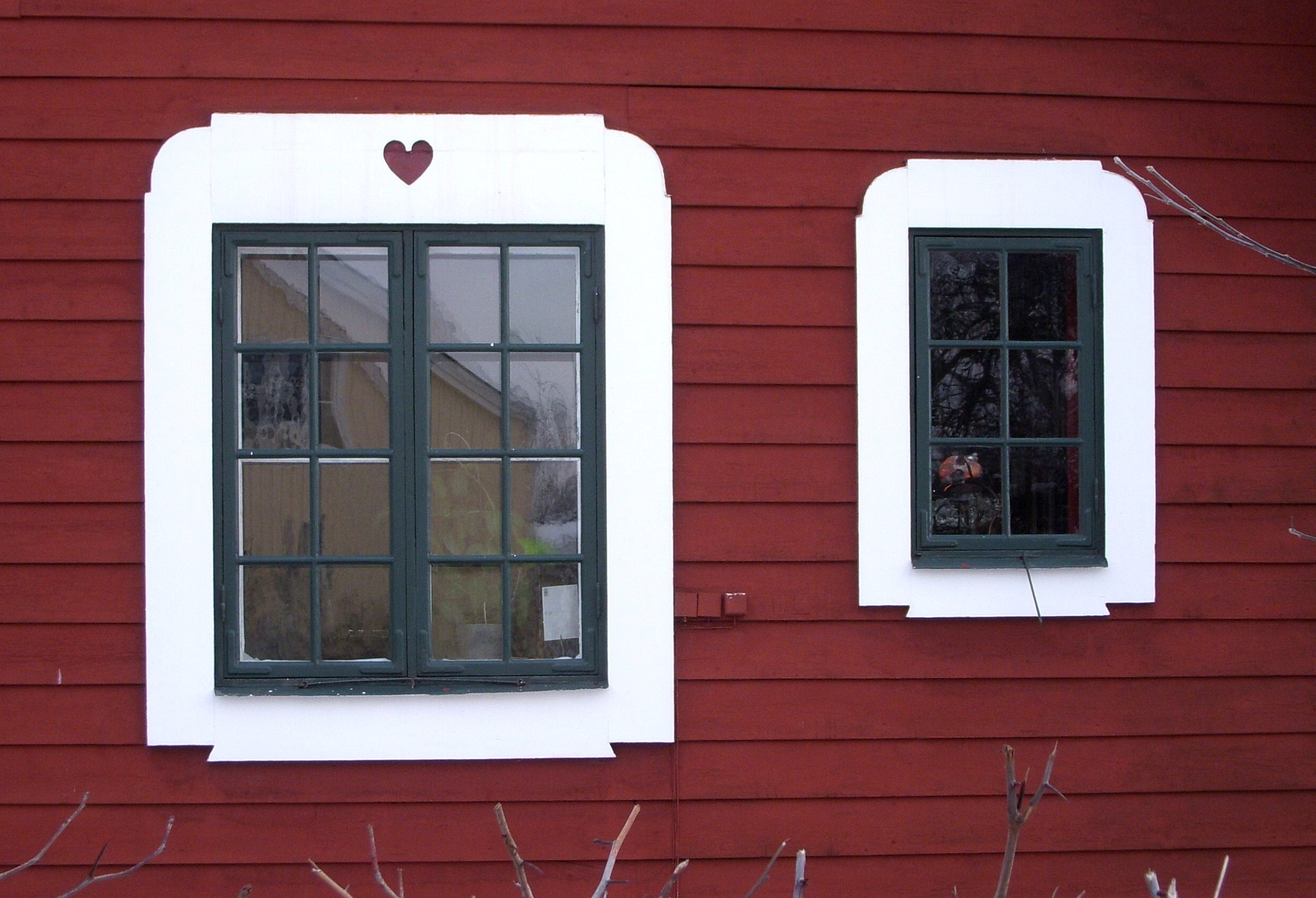
Gamla Enskede, fönster (1910-tal).
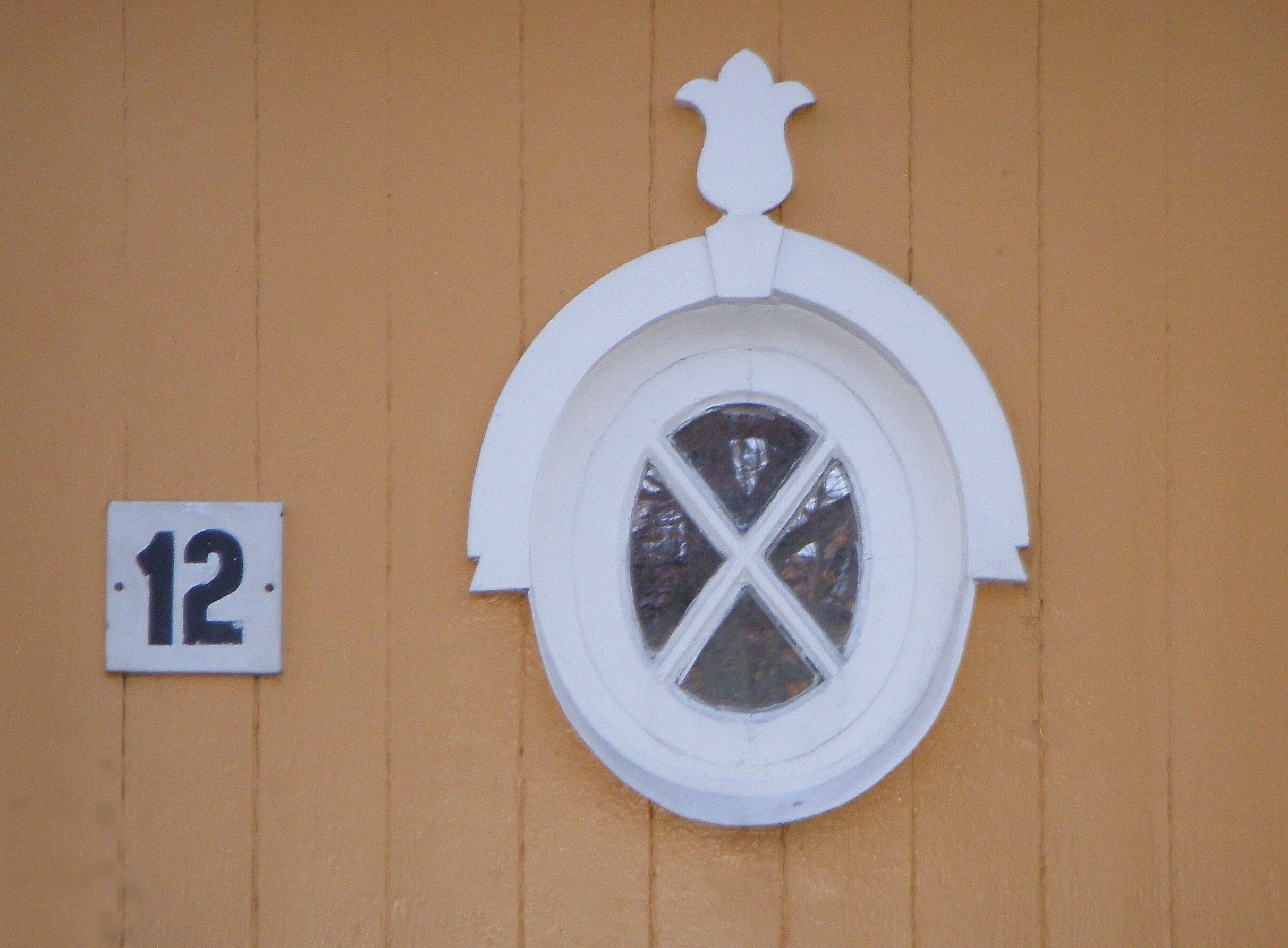
Enskededalen, fönster (1920-tal).
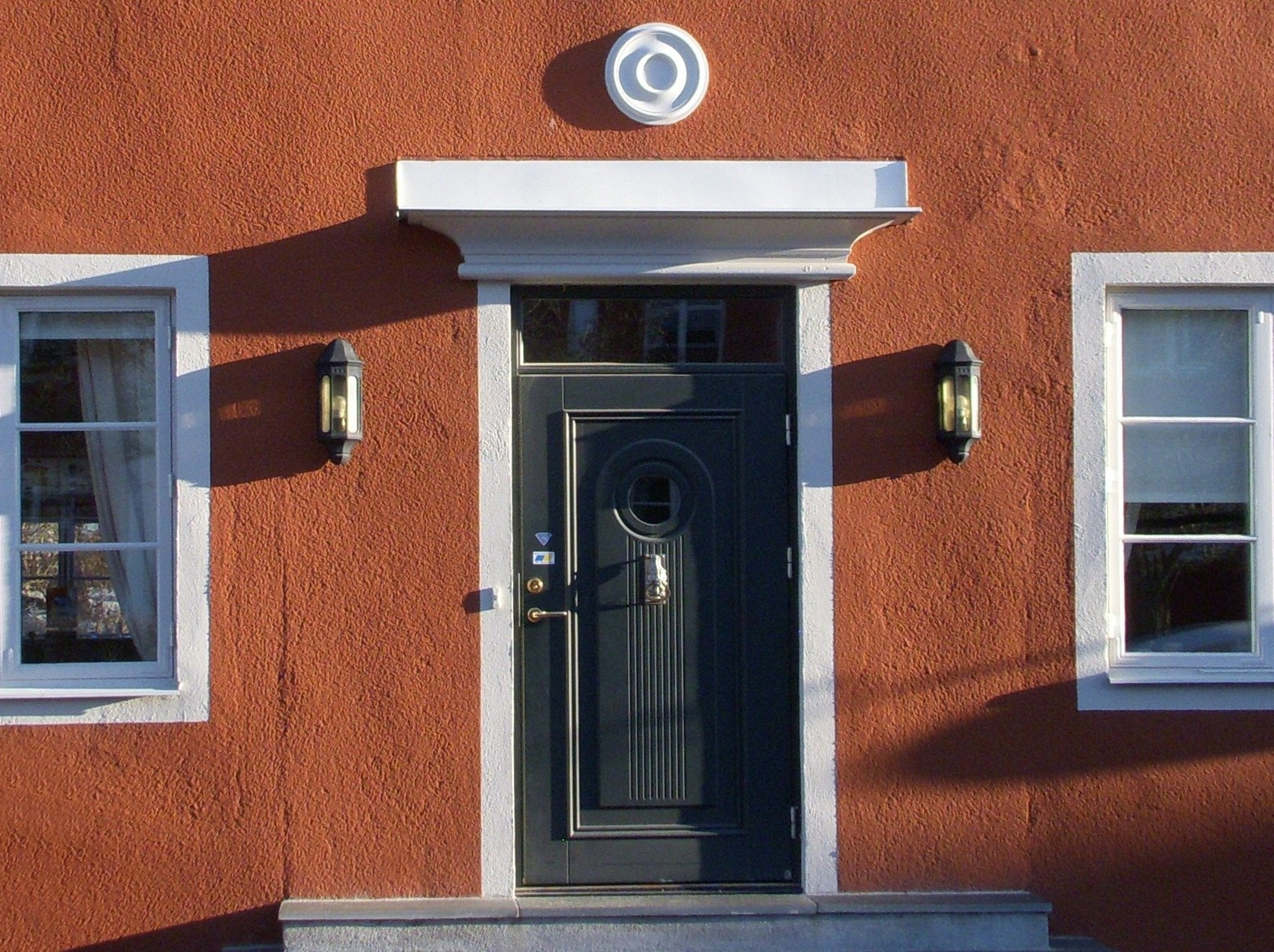
Smedslättstorget, dörr (1920-tal).
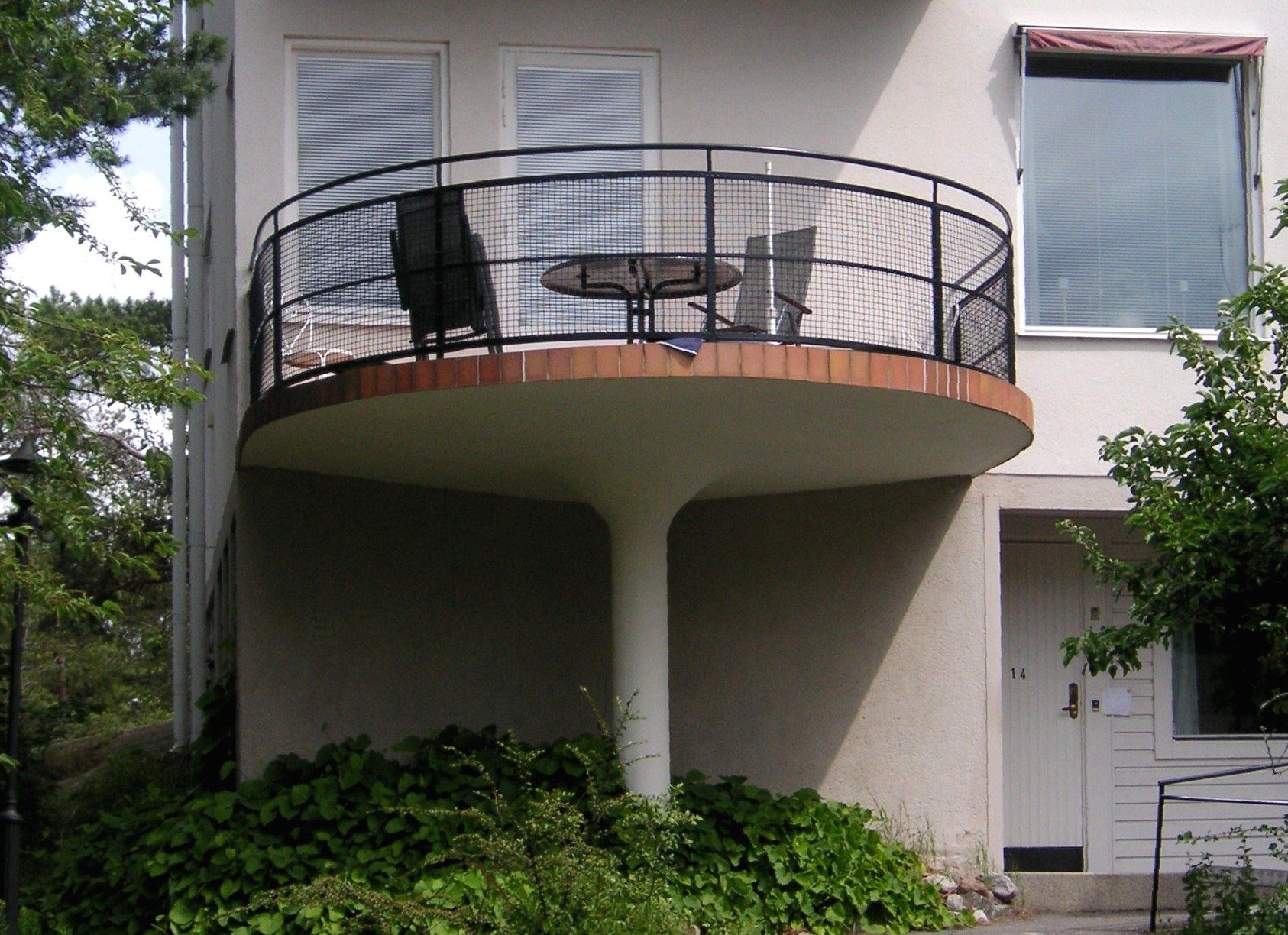
Södra Ängby, balkong (1930-tal).